# 欧洲中世纪美术

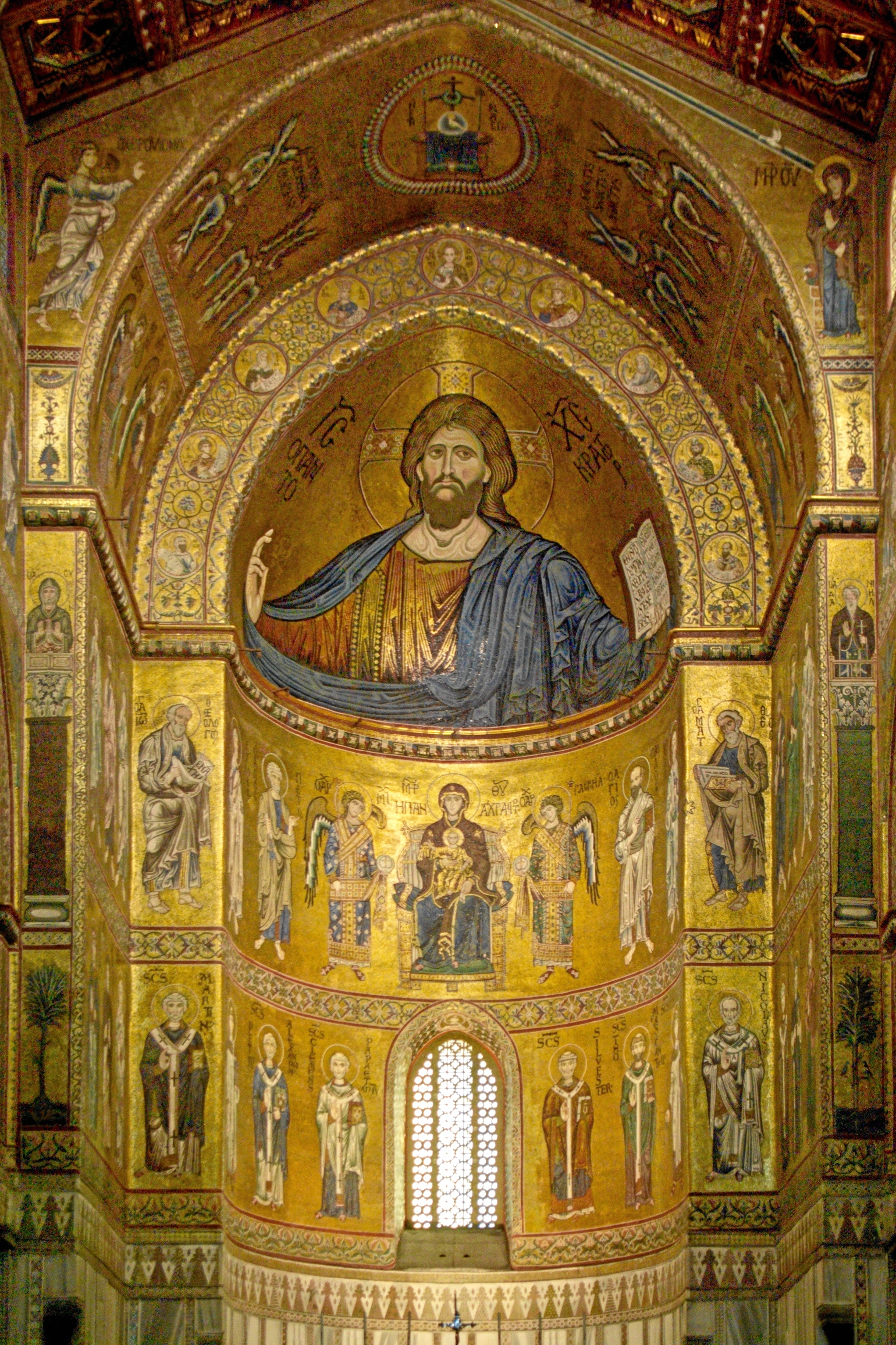
拜占庭教堂的马赛克是中世纪艺术的一项辉煌的成就。图中是意大利西西里岛上的蒙雷阿莱主教堂的马赛克，建于12世纪后半叶。

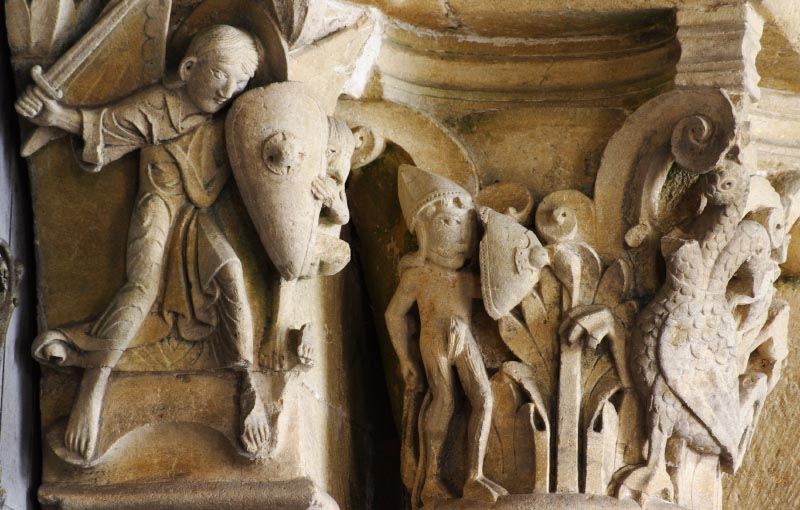
罗马式雕塑

欧洲中世纪美术是指自5世纪末罗马帝国在西部地區的統治解體至16世纪初意大利文艺复兴前大致1000年间中世纪欧洲的艺术，有時也包括一些中東和北非的藝術。包括了主要的艺术运动及时期，民族及地区性艺术，各类流派、复兴、工艺及艺术家本身。艺术史学家們发现很难就如何划分主要中世纪艺术时期达成共识。最为流行的划分方法包括早期基督教艺术、民族大迁徙时期艺术、拜占庭艺术、海岛艺术、前罗马式艺术、罗马式美术、哥特式美术和许多其他涵盖在以上主要主题中时期的艺术。在这些地区外，还有很多国家和文化正在形成中，他们的艺术具有独特的风格，如盎格鲁撒克逊艺术和北欧艺术。
中世纪美术运用多种表现材质。其中留存的作品大多数为雕塑、泥金写本、花窗玻璃、冶金制品和马赛克艺术，相较湿壁画、贵重金属制品、壁毯等纺织品材质的艺术品，这些材质具有有较高的留存几率。尤其在中世纪的早期，所谓的“次要艺术”或装饰艺术领域的作品，如冶金制品、象牙雕刻、珐琅和使用贵重金属的刺绣较绘画和纪念性雕塑而言往往更加被珍视。
中世纪艺术的起源是罗马帝国的艺术传统和早期基督教艺术的图像学传统。这些艺术结合北方欧洲的的“蛮族艺术”而产生了卓越的艺术遗产。因此中世纪艺术的形成可以看做是古典艺术、早期基督教艺术和“蛮族艺术”相互影响的结果。除了正规的古典主义沿袭，中世纪时期美术还延续了拜占庭艺术的写实传统。与此同时还可以观察到其在西方间歇地与西欧产生的表现主义萌芽和北欧沿袭的有力的装饰元素的融合与对抗。
这一时期终结于文艺复兴时期主动恢复古典艺术技巧和价值观的追求。此后的几个世纪，中世纪的艺术遗产普遍被轻视。直到十九世纪对中世纪美术的兴趣和认知的复兴才使人们意识到，这个时期的伟大艺术成就奠定了后世欧洲艺术的发展的基础。

## 简介

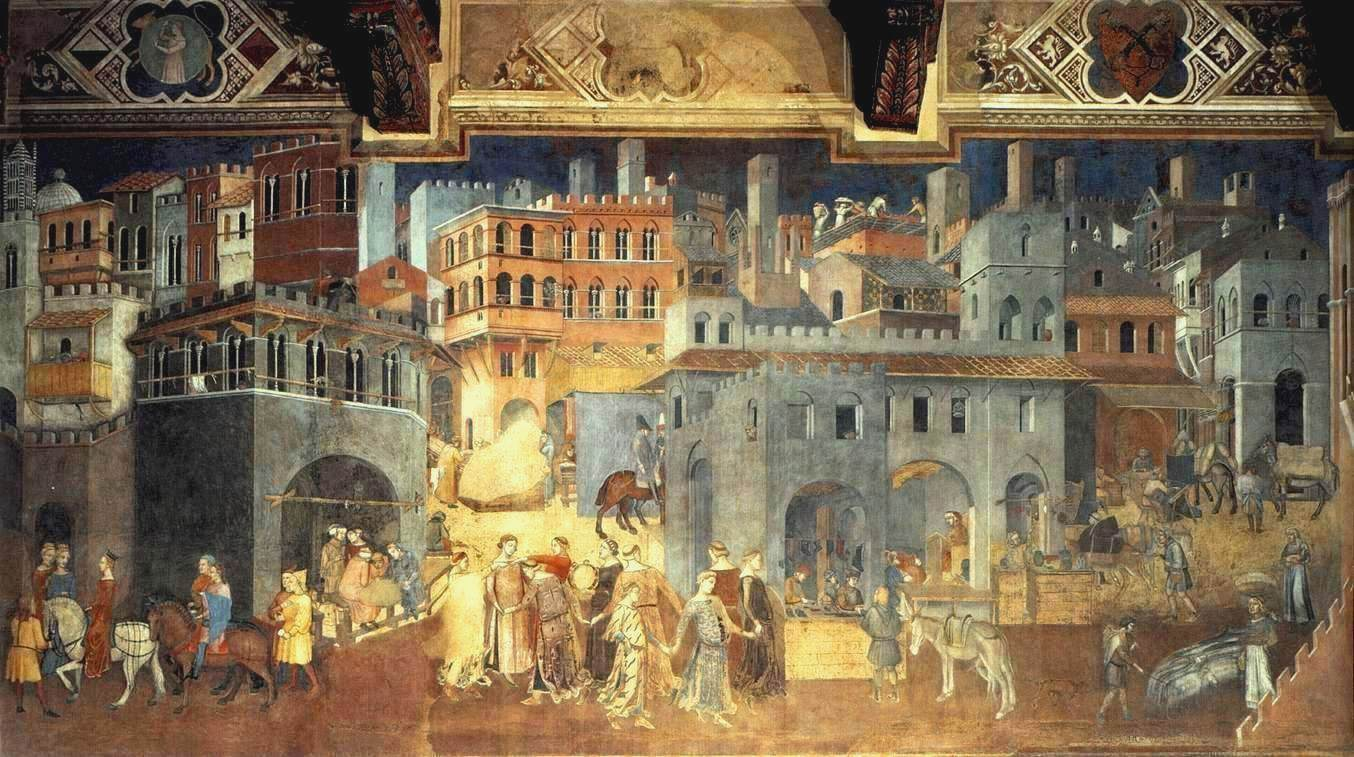
《善政及恶政的效应
》细节，锡耶纳市政厅的一幅湿壁画，作者安布罗乔·洛伦泽蒂，1338年。

中世纪之初欧洲社会的很多方面如经济、社会稳定和人口都呈现衰退的局面。这种局面持续到公元800年之后才开始看到大致稳定的增长。1350年左右的黑死病又带来了急剧的破坏。据估计黑死病杀死了欧洲近三分之一的人口，南方的死亡率通常高于北方。很多地区的人口直到17世纪才回复到之前的水平。欧洲的人口据估计在公元650年达到了一千八百万，在公元1000年左右这个数字翻了一倍。在1340年左右，黑死病爆发前，欧洲人口达到了七千万。然而直到1450年，黑死病爆发一个世纪之后，欧洲人口仍然仅有五千万人。这个时候，北方欧洲，尤其是不列颠，占欧洲人口总量的比例比现在要低，而南方欧洲，包括法国，占欧洲人口的比例要高于今天。对于那些活下来的人人来说，经济发展并没有由于黑死病的影响而放缓。直到11世纪，大部分欧洲人还普遍缺少农业劳动力，拥有大量闲置土地，直到1315年中世纪温暖时期也对农业产生了有利的影响。

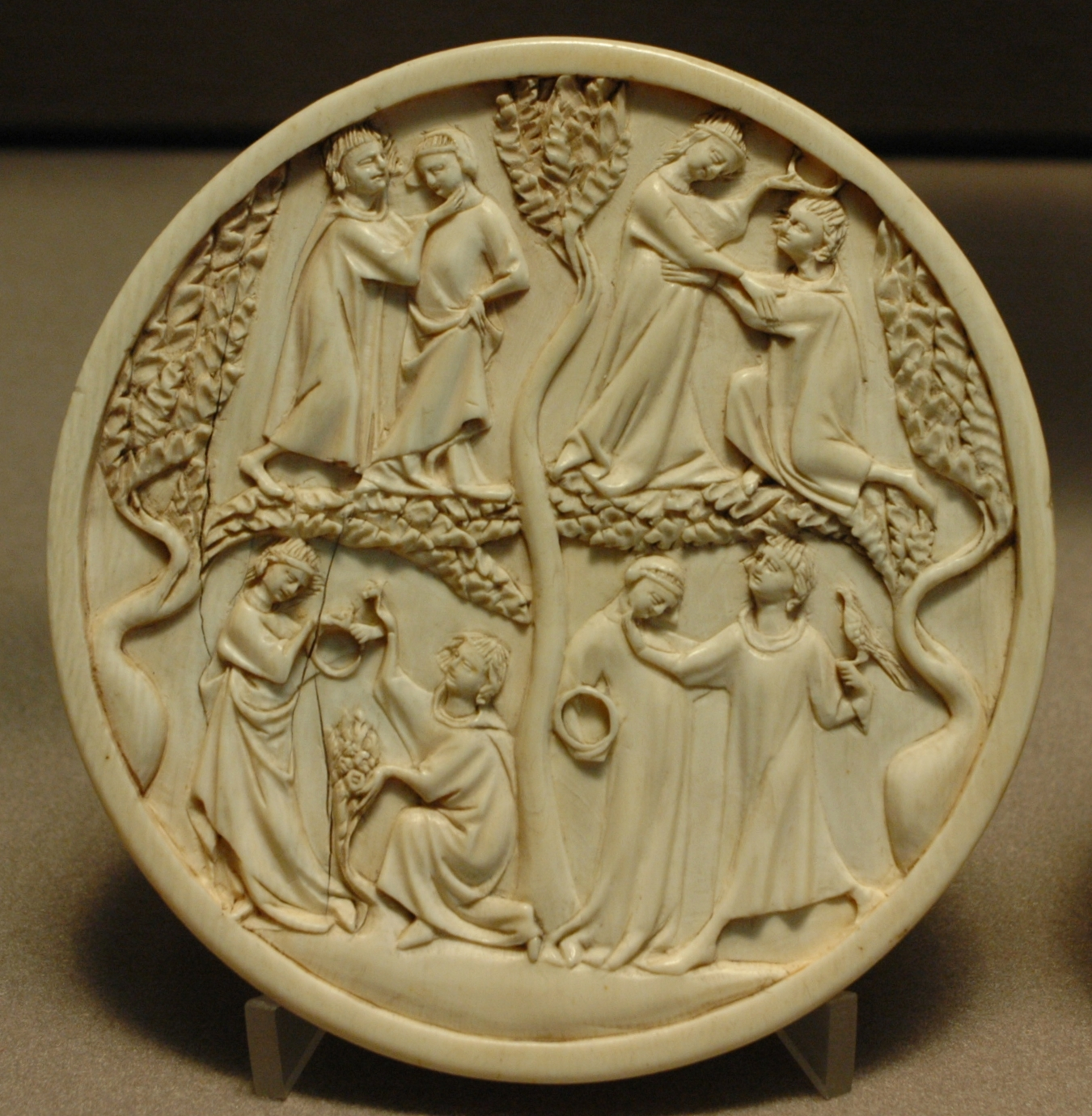
贵妇的象牙镜匣上展现宫廷爱情的浮雕。巴黎，1300–1330年。

中世纪时期最终迎来了外来侵略和袭击的大量减少，这些侵略和袭击在第一个千年的历史中很常见。6世纪和7世纪的穆斯林的征服迅速地及永久地将北非从西方世界中移除了。接着穆斯林渐渐地控制了整个拜占庭帝国，直到中世纪末期的天主教欧洲重新控制了西南方的伊比利亚半岛，西方世界才再次感到了来自东南方的穆斯林的威胁。
在中世纪时期的开始，大部分重要的艺术作品都非常珍贵和昂贵。它们大多都与世俗精英，修道院和大型教会相关。如果它们是宗教相关的，那么大部分都是僧侣们的作品。在中世纪末期，在小村庄和城镇里大量的资产阶级家庭可以看到具有相当艺术价值的作品。这些艺术品的制造在很多地方都是重要的地方产业，艺术家们除了神职人员外亦有例外。但是《圣本笃会规》允许修道院进行艺术品买卖。明显可见在这段历史时期，僧侣们很有可能从事艺术生产，包括为普通人市场而创作的俗世艺术，当然同时修道院也可以在必要的时候雇佣非神职人员。

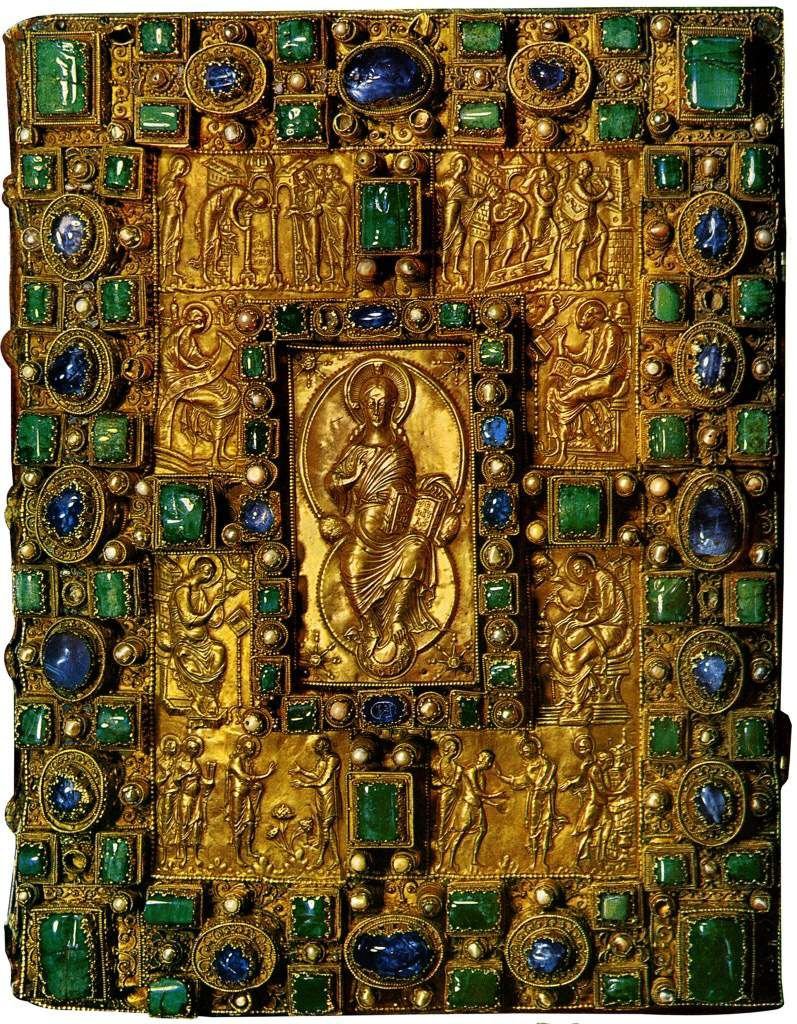
《圣宜美拉金典》的珠宝封面，公元870年，卡洛琳风格福音书。

由于幸存的艺术品几乎全部都与宗教有关，所以人们印象中的中世纪美术往往都是宗教性的。其实并非如此；虽然在中世纪时期教会变得非常富有并且常常不惜重金地花费在艺术品上，但其实世俗艺术中也有大量同样高品质的作品，只不过这些艺术作品通常经历了远远超过宗教艺术品的磨损，遗失和毁坏。在中世纪，人们并没有因为艺术品的艺术价值而保护过去的艺术品的概念。人们保护艺术品是由于作品和某位圣人或鼻祖的关联。加之在文艺复兴和巴洛克时期对于中世纪艺术的普遍轻视。大部分奢侈的中世纪早期泥金绘本的封面原来都装饰有豪华的贵重金属、象牙及珠宝，重新装订的封面及象牙浮雕比原来的封面更有可能幸存下来。原来的封面上的珍贵的材料大部分都在后世的某个时候被掠走。
很多教堂都被多次重建，但是中世纪宫殿和华府以他们的设施和装饰却大部分不复存在。在英国，公元7世纪以后每个世纪兴建的教堂大部分都被完好的保存了下来，后来兴建的留存的更是不在少数。古城诺维奇独自便有40座中世纪的教堂留存，然而公元11世纪前的几十座皇家宫殿却无一幸存，只有中世纪后期的一些残垣断壁留存了下来。在欧洲其他国家这种情况基本相似，除了公元14世纪兴建在阿维尼翁的教皇宫得以完整保存。很多学术界长存的关于一件作品的年代与起源的争论都与世俗作品有关，因为他们与宗教艺术品相比及其罕见。比如盎格鲁撒克逊的富勒胸针就曾被大英博物馆认定为毫无争议的赝品。再如，由于小型的独立的俗世青铜雕像实在太罕见，此类作品中最佳的两例的年代、起源甚至真伪都经历了长达数十年的争论。

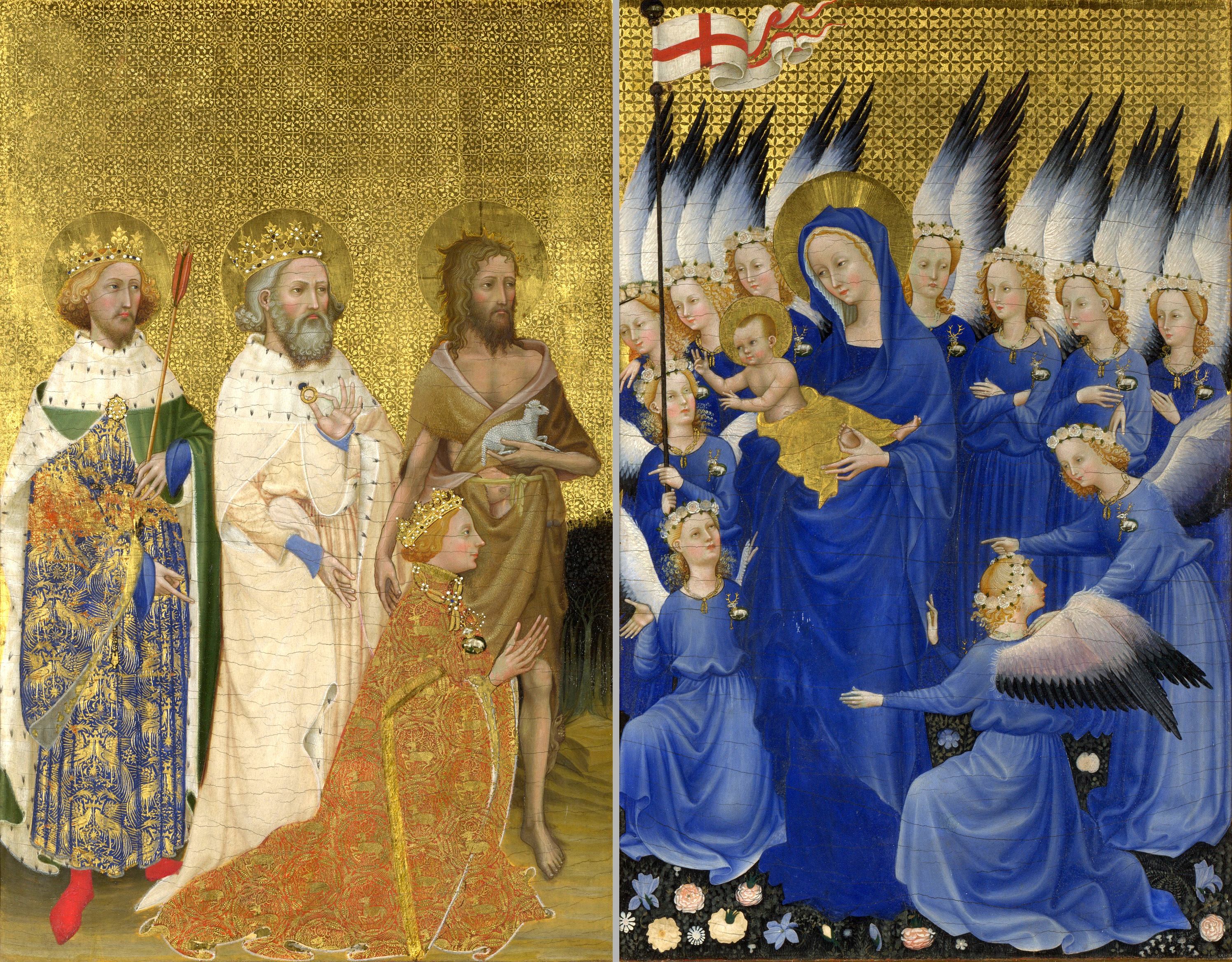
英王理查二世的私人威尔顿双联画，公元1400年，饰有金箔背景和青金石制成的群青。

贵重材料的运用也是中世纪艺术的常态。直到这一时期的末期，通常购买材料的费用要远远超过支付给艺术家和工匠的酬劳，即使这些艺术家和工匠并不是免费履行职责的僧侣。黄金被用在教堂和宫殿、珠宝首饰和服装装饰上，还有装在马赛克小方块的背面作为镶嵌画的单色背景，或是制成金箔应用于泥金写本和版画中的细密画。在很多物品上使用贵重金属都是基于该金属未来会升值的想法。在中世纪晚期以前除了房地产之外并没有其他的投资方法，除非承担很大的风险出借高利贷。
比这还要昂贵的是由磨碎青金石而制成的颜料群青在哥特时期的奢侈运用。这种青金石只能由阿富汗获得。在此时期，群青更常被用在圣母玛利亚的传统蓝色披风上而不是天空。直到中世纪的末期，通常会被着色的象牙一直是非常重要的材料。象牙很好地展现了由奢侈艺术品到世俗作品的转变。在中世纪早期，象牙主要的用途由执政官双联画转向宗教物品如书籍封面、圣物箱和牧杖。然而到了哥特时期，象牙装饰的世俗物件如镜盒，匣子及梳子已经在富人们中普及。由于象牙薄板刻成的浮雕很少能被回收制成其他作品，其幸存率便相对较高。这个现象同样适用于手抄本书页，但是他们有时却可以被磨平回收，由此变成重写品。
就连那些最基本的材料都不便宜。盎格鲁-撒克逊的芒克微尔茅斯－贾罗修道院在692年计划制作三本手抄本圣经时，第一步就是要计划饲养1600头小牛来供应制作犊皮纸所需的牛皮。其中一本圣经留存了下来，即为《阿密亚提努斯手卷》
纸张在中世纪的最后一个世纪终于出现，但是以今天的标准来看仍然极其昂贵。在圣殿出售给普通朝觐者的木刻版画通常只有火柴盒大或更小。现代树轮年代学揭示15世纪早期荷兰油画所使用的橡木板大多砍伐于波兰的维斯瓦河流域。从那里，橡木被运往下游并穿过波罗的海和北海抵达弗莱芒港口。此后橡木还要被风干数年。
中世纪时期的美术是一个非常宽泛的学科，艺术史学家们习惯上将这一时期分为几个大规模的阶段、风格或时期。中世纪时期的开始和结束并没有一个明确的日期，对于不同的宗教而言中世纪的开始与终结也不尽相同，即使是其中的主要艺术阶段也是如此。 在下面的篇幅内会介绍主要的阶段。

## 早期基督教和古典时代晚期艺术

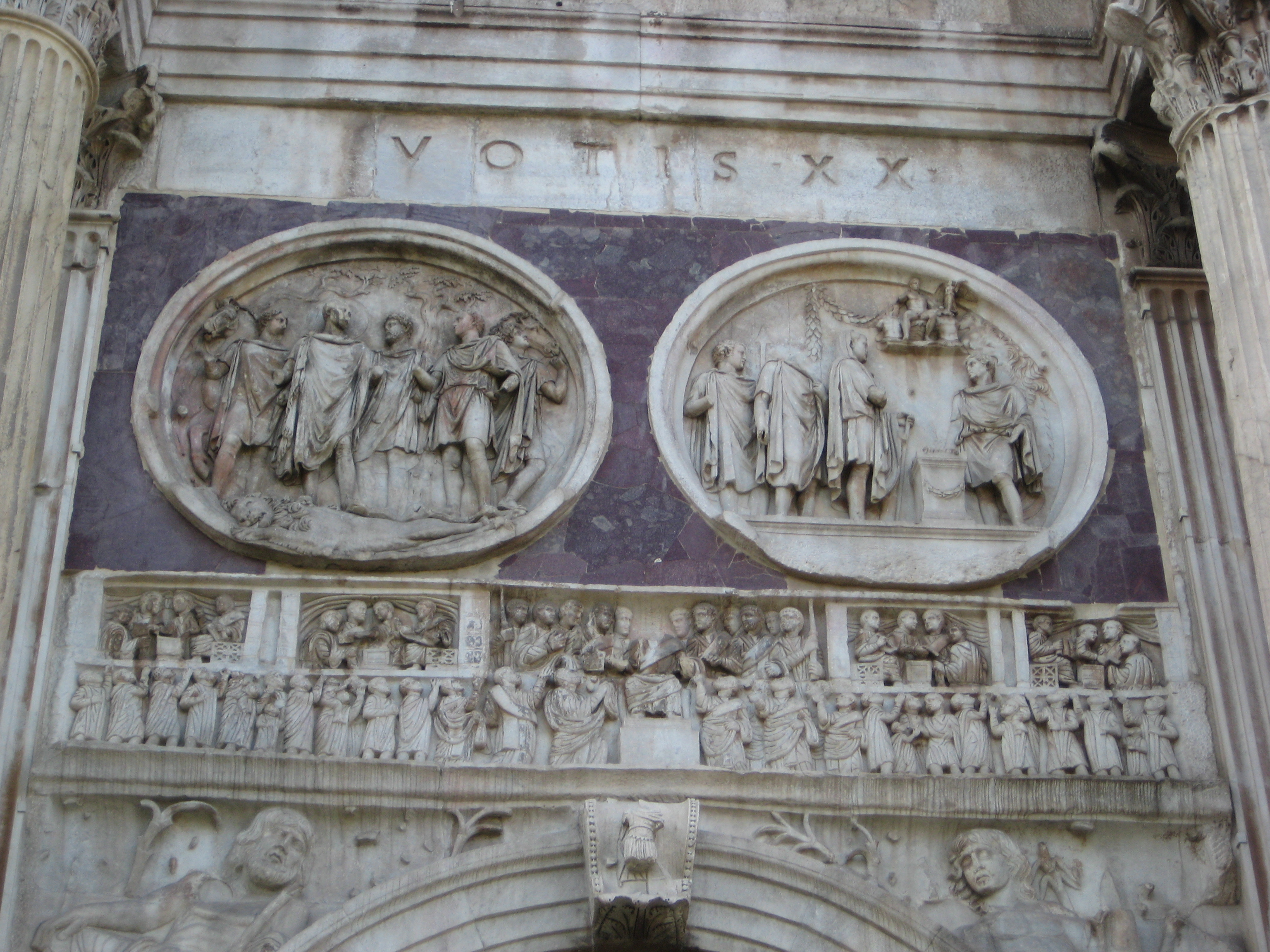
君士坦丁凯旋门，罗马，315年建成：图片下方带有不同大小人形蹲像的长方形浮雕是当时的产物，而浮雕上方保留了古典风格的圆盘则取材于据此200年前的纪念碑上。

早期基督教艺术，更宽泛地来说古典时代晚期艺术，包括了从公元200年（在此之前的基督教艺术：包括绘画、石棺雕塑、地下墓穴等，大多没有幸存）到公元500年拜占庭艺术的崛起。 一直以来，中世纪究竟从何时算起都有不休的争论。从历史角度和艺术史的角度来看，通常被认为是以上这个时期中较晚的时段。4世纪以降，得益于君士坦丁大帝颁布的米兰敕令（公元 313 年），基督教从一个被迫害的流行邪教变成了整个罗马帝国的国教，基督教艺术从皇家艺术和世俗艺术中汲取了大量的罗马元素尤其是图像学信息。这个时期初期的主要的基督教艺术幸存品是殉道者墓窟中的壁画，到了后期教堂里出现了大量的由帝国出资修建的奢华的马赛克艺术。在这段时期当中，后罗马帝国艺术经历了一段惊人的“类巴洛克”阶段，之后完全否定了古典主义和希腊写实主义倾向，转为更加神秘和刻板化的风格。这个过程在基督教成为帝国艺术的主要影响前便已显现。帝国东部地区，如埃及、叙利亚等等的影响和强烈的“意大利”本土传统对此过程均有所贡献。
与之前的古典主义倾向展现人物的侧面的偏好不同，早期基督教时期的艺术作品中人物大多面向并望着观赏者。这个变化最终甚至表现在了铸币方面。古罗马艺术的一个强项，肖像画的个性，迅速地消亡了。对人物透视和衣物的褶皱的表现也不再写实。中世纪北部欧洲形成了他们的“罗马的”风格，这种形式在所有古典时代晚期的可移动艺术和不可移动的石棺中均有体现。文艺复兴时期“古典主义形式的艺术”的一个重要元素就是找到中世纪以前纯粹的经典意愿。
象牙浮雕

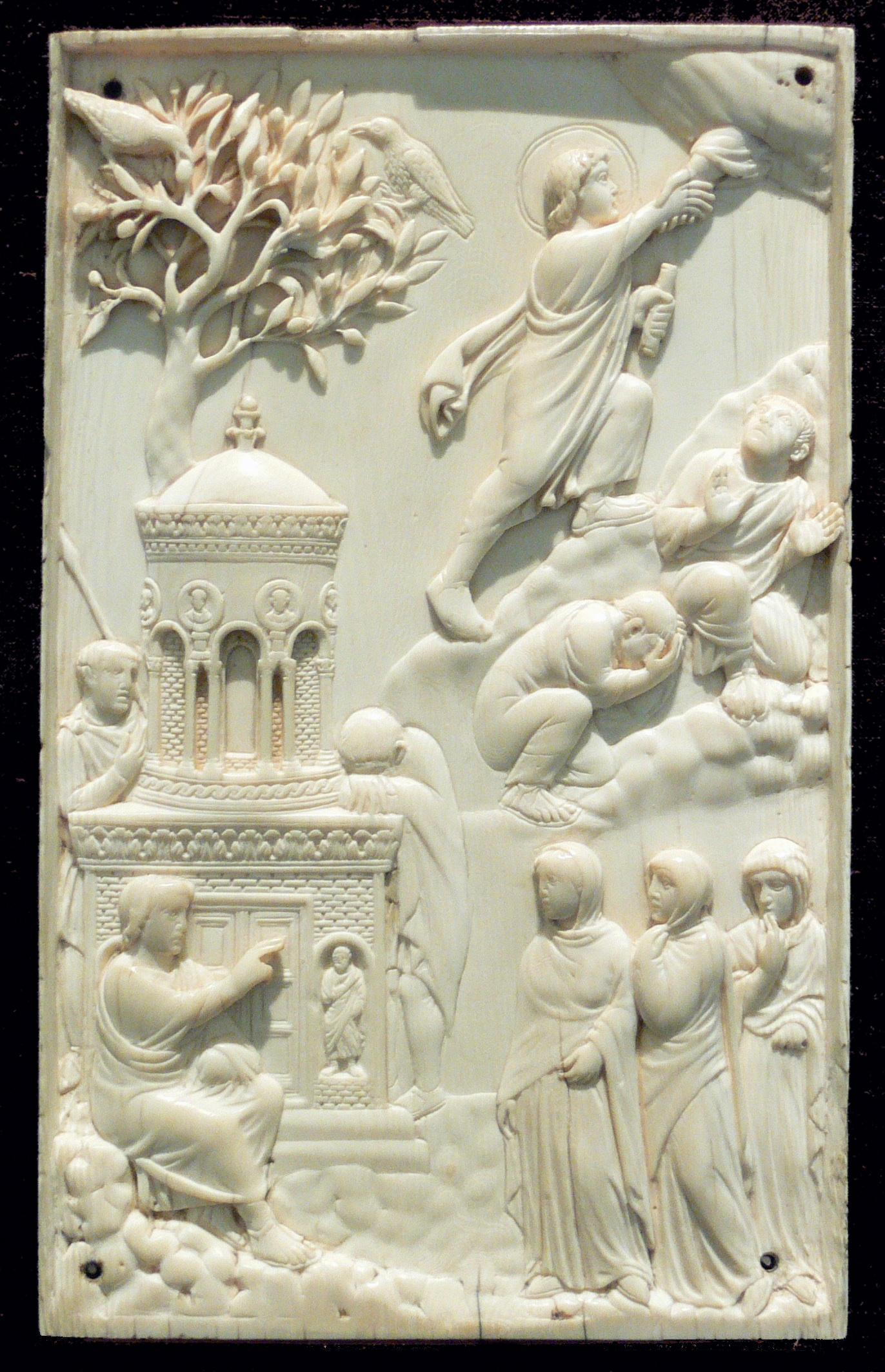
耶稣升天图和复活后遇到抹大拉的玛利亚（英语：Noli me tangere），400年，可见很多古典风格元素的遗留。可参考450年后《德罗戈圣礼书（英语：Drogo Sacramentary）》中相似的升天图。
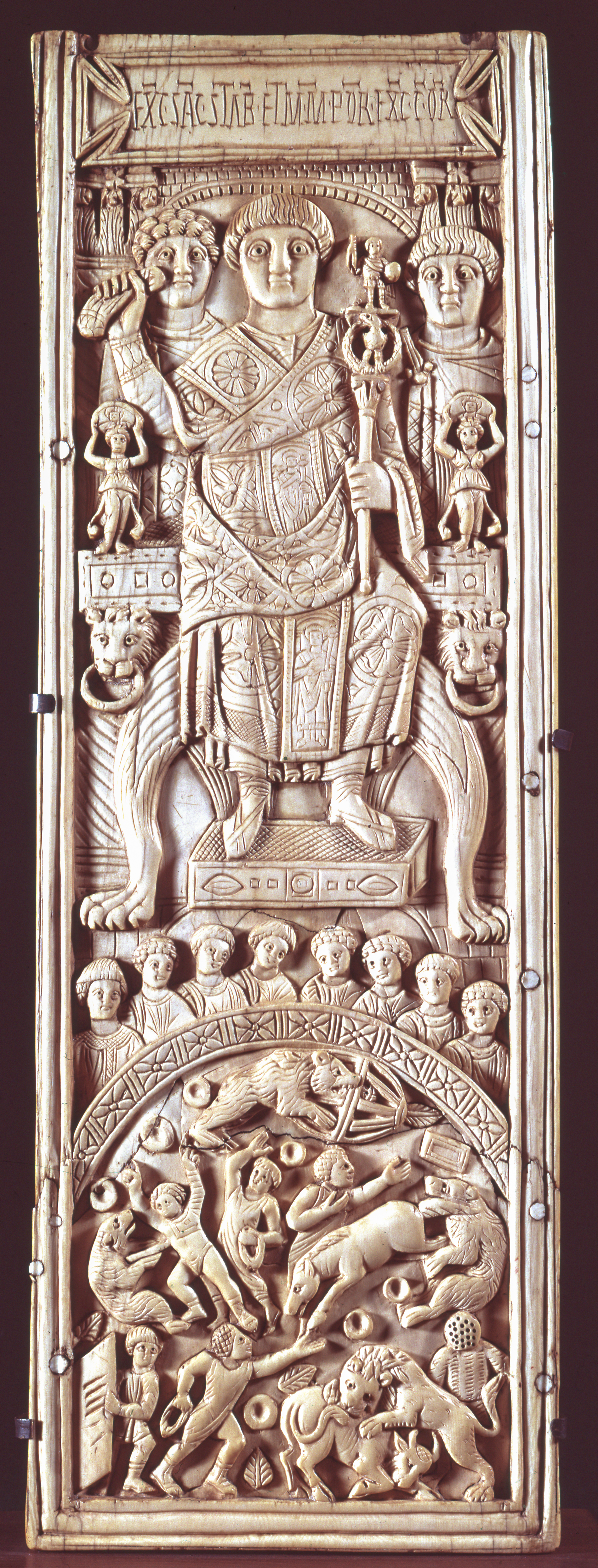
执政官双联画（英语：Consular Ditptich），君士坦丁堡 506年，完全的古典时代晚期风格。
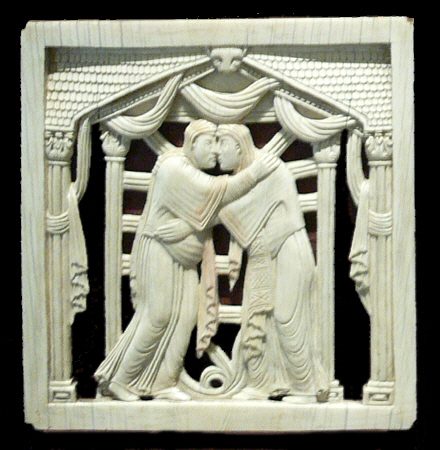
一个神坛上大胆的纪念性奥斯曼浮雕，具有古典主义尝试; 米兰 962–973年。
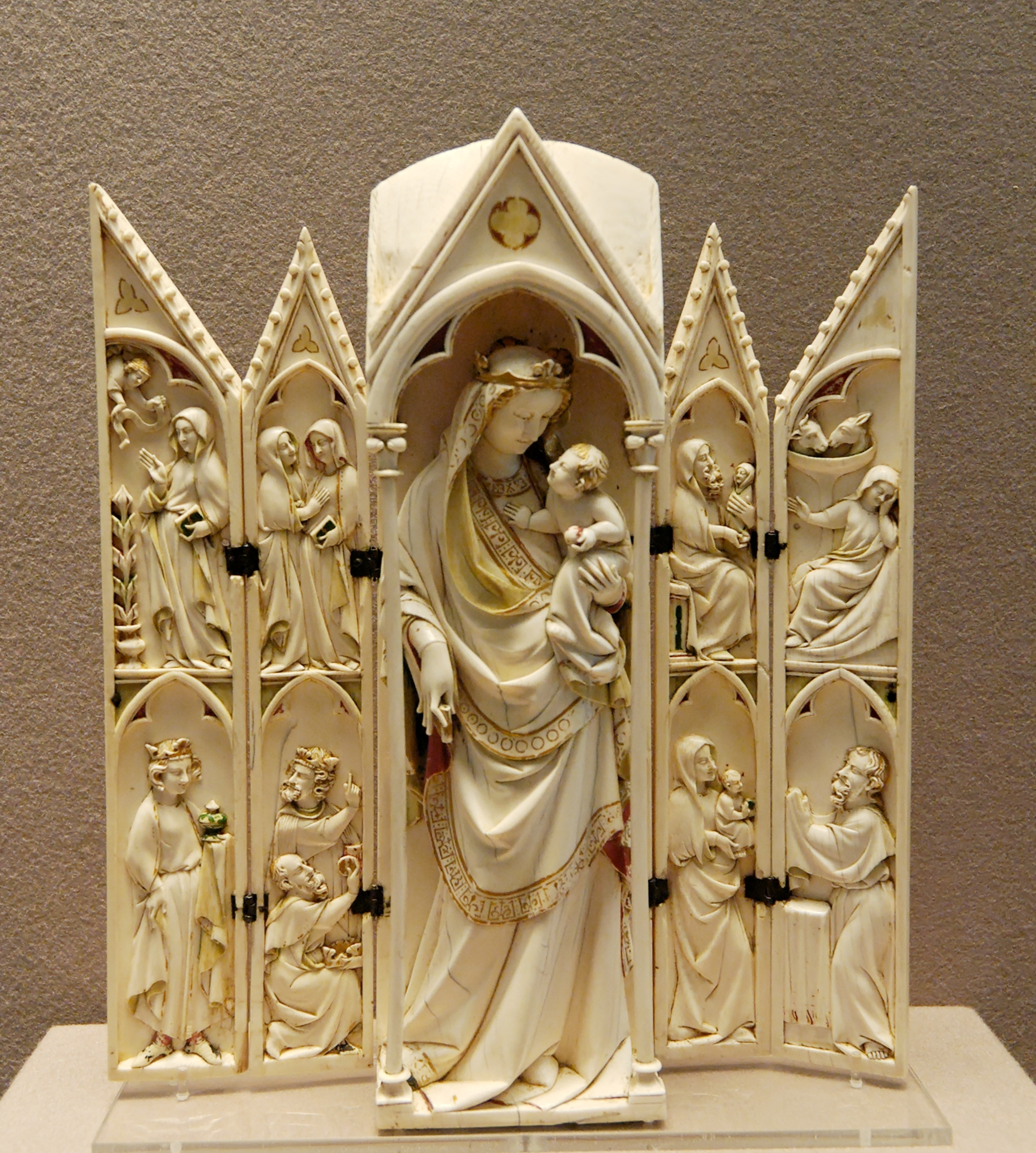
14世纪晚期法兰西哥特式三联画，据推断主人为世俗人士，描述了圣母生平（英语：Life of the Virgin）中的景象。

## 拜占庭艺术

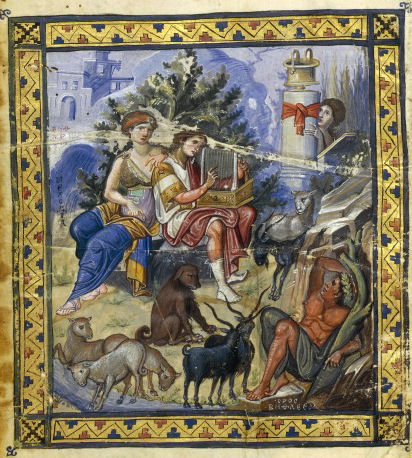
马其顿时期的代表性作品《巴黎诗篇》中大卫王演奏竖琴，10世纪。

拜占庭艺术是罗马帝国分裂为东罗马帝国和西罗马帝国后，使用希腊语的拜占庭帝国的艺术，有时也包括在拜占庭人统治下意大利。拜占庭艺术在500年左右萌发于古典时代晚期艺术年并迅速形成了一种明显区别于天主教欧洲的传统，但保留了大量的天主教欧洲的影响。在中世纪的早期，通常出自大型帝国工坊的最出色的拜占庭艺术，代表了欧洲赞助者们试图效仿的品味和技巧的典范。在730年到843年间的毁坏圣像运动时期，绝大部分的圣像(画在木板上的神圣图像)遭到破坏，只有很少留存了下来，所以任何的考古发现都会带来新的认识。大多数幸存的作品都在意大利（罗马和拉韦纳等），或埃及的圣凯瑟琳修道院。

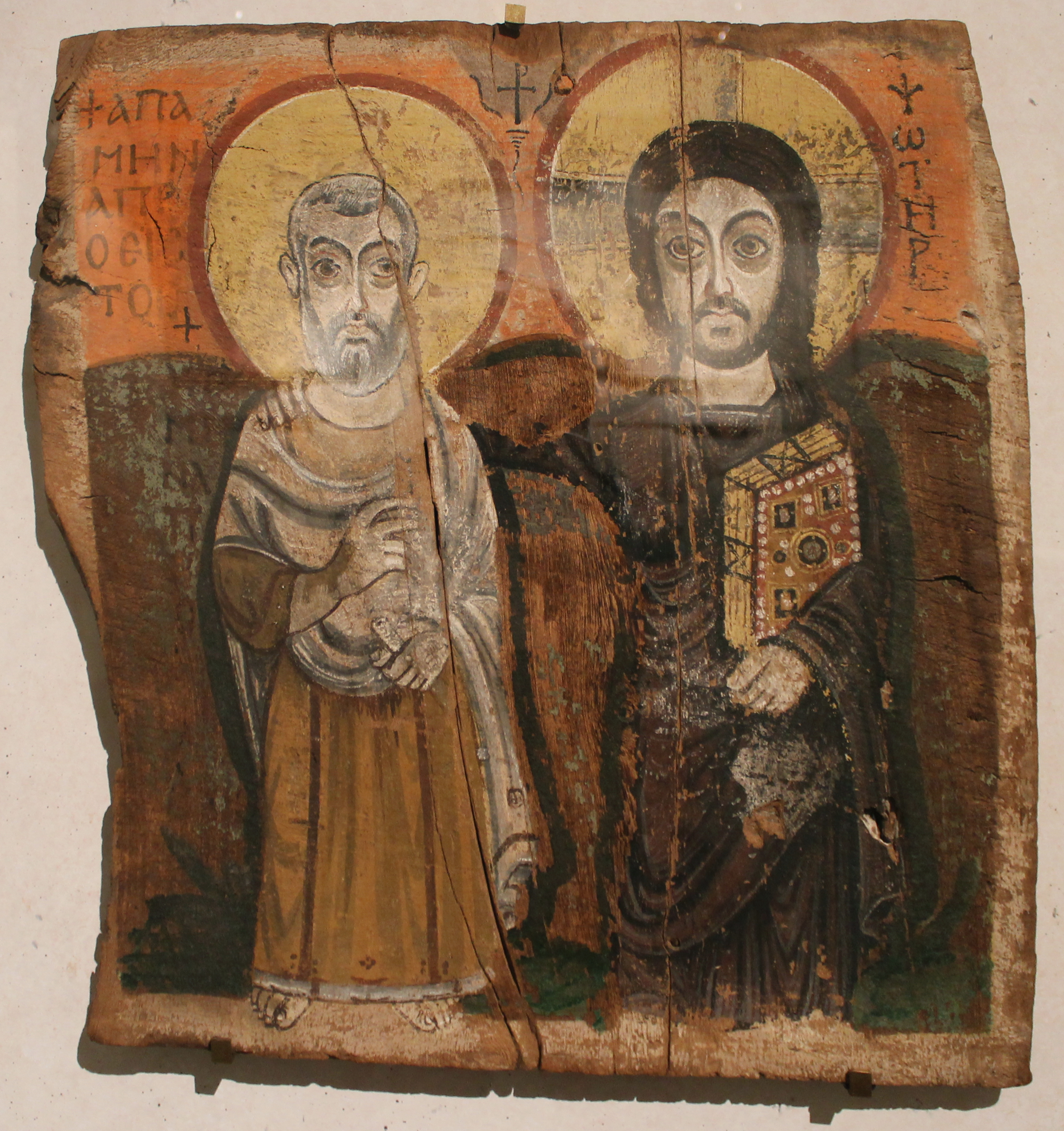
六或七世纪科普特基督及圣梅纳斯的圣像与拜占庭圣像艺术相对应展现了反写实主义风格的平凡形态。

由于宗教和文化原因，拜占庭艺术极其保守，但是却留存了持续的古希腊写实传统，这种写实传统又与强烈的反现实的宗教化激情相冲突。无关于，或恰恰因为拜占庭帝国的缓慢衰落，在843年恢复了圣像制造后直到1453年，拜占庭艺术仅仅经历了较少的改变 。几乎毫无例外的，带有人像的纪念性雕像仍然是拜占庭艺术的禁忌。但是作为器皿和其他金属件的的浮雕装饰，刻画着圣像小型象牙浮雕却是例外。（以与《巴黎诗篇》同一时期却完全不同风格的《哈巴维尔三联画》为例），就材料的质量和工艺而言，拜占庭帝国创造了中世纪时期最好的艺术。通常认为，宫廷艺术品的制作以君士坦丁堡为中心。所有没有明确的指示产地的质量最好的艺术品，都被默认为是在首都制作的。很多历史学家仍对这种假设保留意见。拜占庭艺术的巅峰之作当属其圆顶教堂中不朽的湿壁画和马赛克艺术。由于自然灾害和清真寺改建他们当中的大多数没有留存至今。
拜占庭艺术对西方欧洲艺术产生了延绵不绝的影响。拜占庭时期灿烂的宫廷与修道院，直到帝国的晚期，仍然是为西方世界的统治者和世俗或宗教的赞助人们心目中的典范。以拜占庭丝绸为例，通常织着或者绣着动物或人形的设计，前者通常反映了远东地区的装饰传统，几乎在帝国的没落前在基督教世界里无出其右者。这些丝绸，可能不完全如此，都是在君士坦丁堡的皇家工坊中制作的。今天的我们对这些活动几乎一无所知，据推测其他的艺术形式也有类似的工坊，却难以佐证。另外一些装饰艺术在这一时期并没有得到长足发展。不同于古希腊陶器的灿烂历史和未来奥斯曼帝国伊兹尼克陶艺的惊艳，拜占庭陶艺的艺术成就充其量可以称之为民间艺术。
同一时期的科普特艺术则走上了完全不同的道路。在公元五世纪科普特教会于东正教其他教会分离后，科普特教会不再受国家的支持。支配地位的埃及本土影响产生了完全反写实主义并且有些幼稚风格——大眼睛的人像漂浮在空旷的空间里。这种风格具有极强的表现力，并宣布了拜占庭艺术的东正教元素逻辑上的终结。科普特装饰艺术使用繁复的几何图形设计，常常预示着后来出现的伊斯兰艺术。由于埃及墓葬得到了极好的保存，相对于其他地方来说我们对埃及平民使用的纺织品有更好的了解。埃及的服饰常常装饰着丰富的抽象及图样设计。亚美尼亚、叙利亚及格鲁吉亚及其它地区的艺术发展相对滞后，但比君士坦丁堡的艺术更有活力，有时，尤其是建筑艺术方面，甚至对西欧还有影响。比如，这里教堂外的抽象纪念性雕塑比西欧的更早出现。

## 基督教化的大迁徙

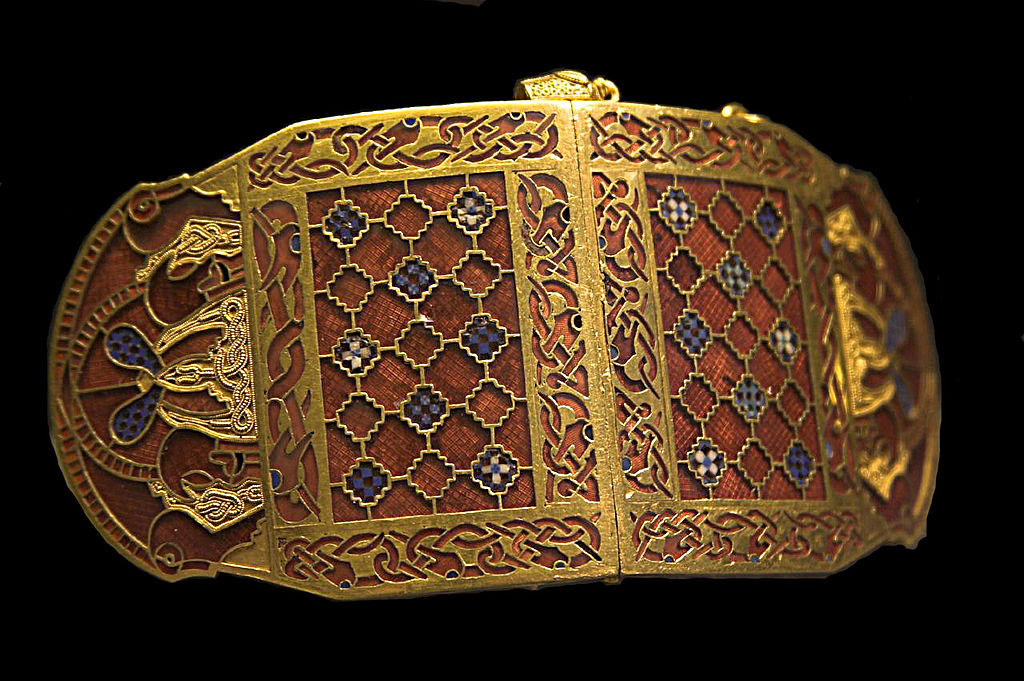
萨顿胡船葬出土的肩扣，7世纪早期盎格鲁-撒克逊。交错衔接的蛇和相持的野猪完全是依照图样刻画的。被认为是东英吉利王雷德沃尔德的墓葬。雷德沃尔德曾受洗皈依，但是为讨妻子欢心他保留了一个异教神坛。

大迁徙时代艺术描述了公元300年到700年间的大迁徙时代中不断迁徙并最终定居在罗马帝国的“蛮族”日耳曼人和东欧人的艺术。这个具有囊括性的术语包括了早期盎格鲁-撒克逊艺术、西哥特艺术、诺尔斯艺术、墨洛温艺术，所有艺术使用了大量的动物主题。这个时期动物主题艺术较拉坦诺艺术和锡西厄艺术而言变得更加抽象化。大部分的艺术作品都很小并可以随身携带。那些留存下来的大多为精美地设计和打造的带有几何和图形设计的珠宝和冶金品。偶尔可见人形，并不见任何写实风格的尝试。其中最佳的例子便是萨顿胡的早期盎格鲁-撒克逊陪葬品。在“野蛮人”被基督教化后，他们的风格与后古典地中海基督教艺术传统融合，产生了新的泥金写本，和铸币形式。尤其在铸币方面可与罗马行省货币及拜占庭货币比肩。从早期的铸币如厚银币上可以看出设计者并不善于刻画侧面头像，并运用各种不同方法来克服这些问题。我们可从其他资料中看到盎格鲁-撒克逊人层制作木质的异教雕像，不过全部失传。诺尔斯人在皈依基督教后倒是保留了他们的如尼石刻传统。苏格兰的凯尔特皮克特人在皈依前后均有制作皮克特石碑的活动，具有独特的盎格鲁-撒克逊和爱尔兰传统风格的凯尔特十字也许就反映了就是早期异教作品的影响。中世纪后几个世纪中，不列颠群岛和斯堪的纳维亚的维京艺术同时反映了异教和基督教背景，这也是这一艺术风格最后的华彩。

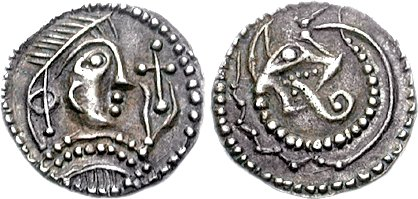
盎格鲁-撒克逊厚银币（英语：sceat），肯特，720年。 正面：握着十字架，戴有带状皇冠（英语：Diadem）的头像。背面：狼头蛇身。
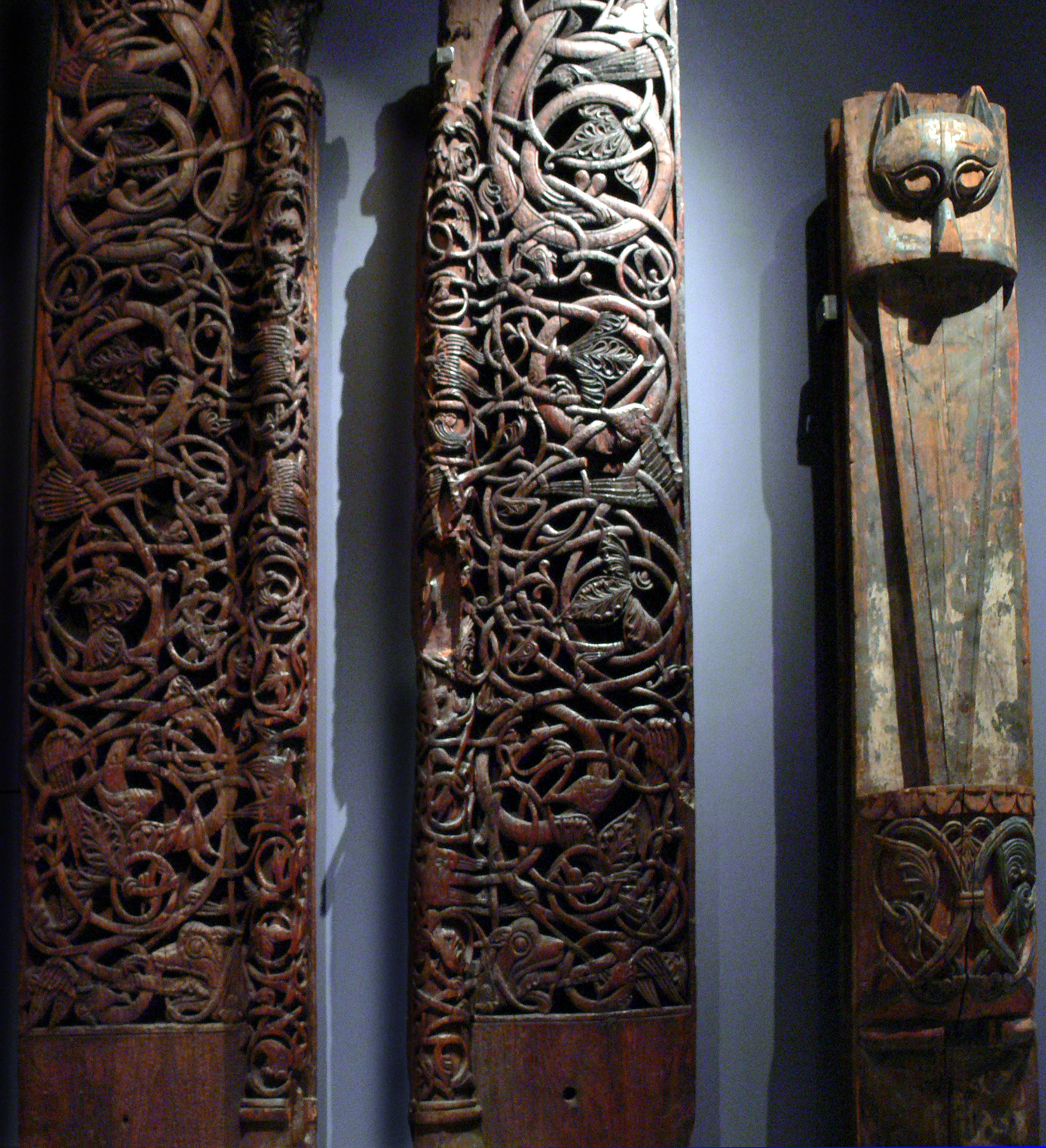
挪威木制门廊的残片，12世纪，乌尔内斯风格
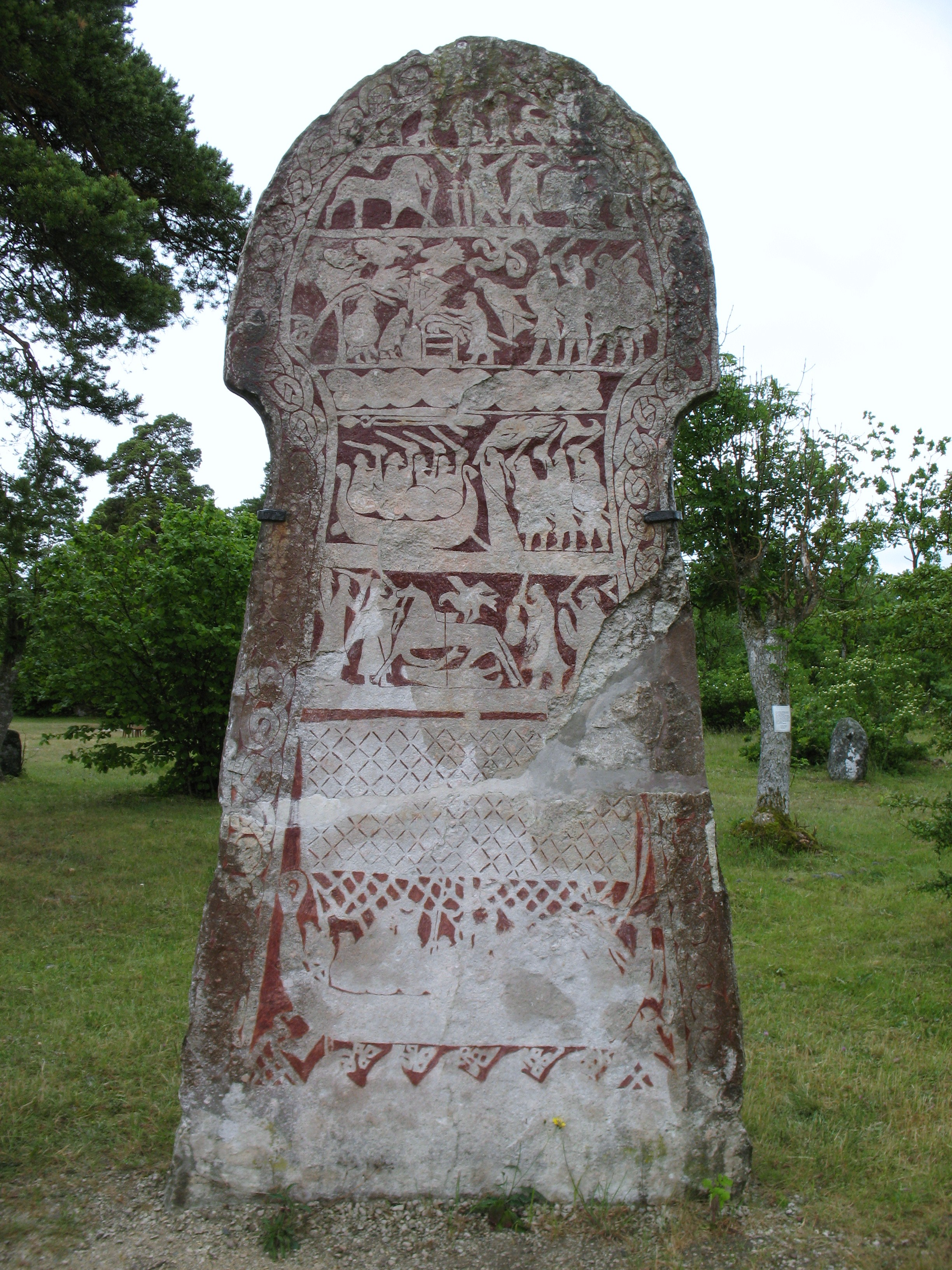
瑞典的Image-stone（英语：Picture stone）

## 海岛艺术

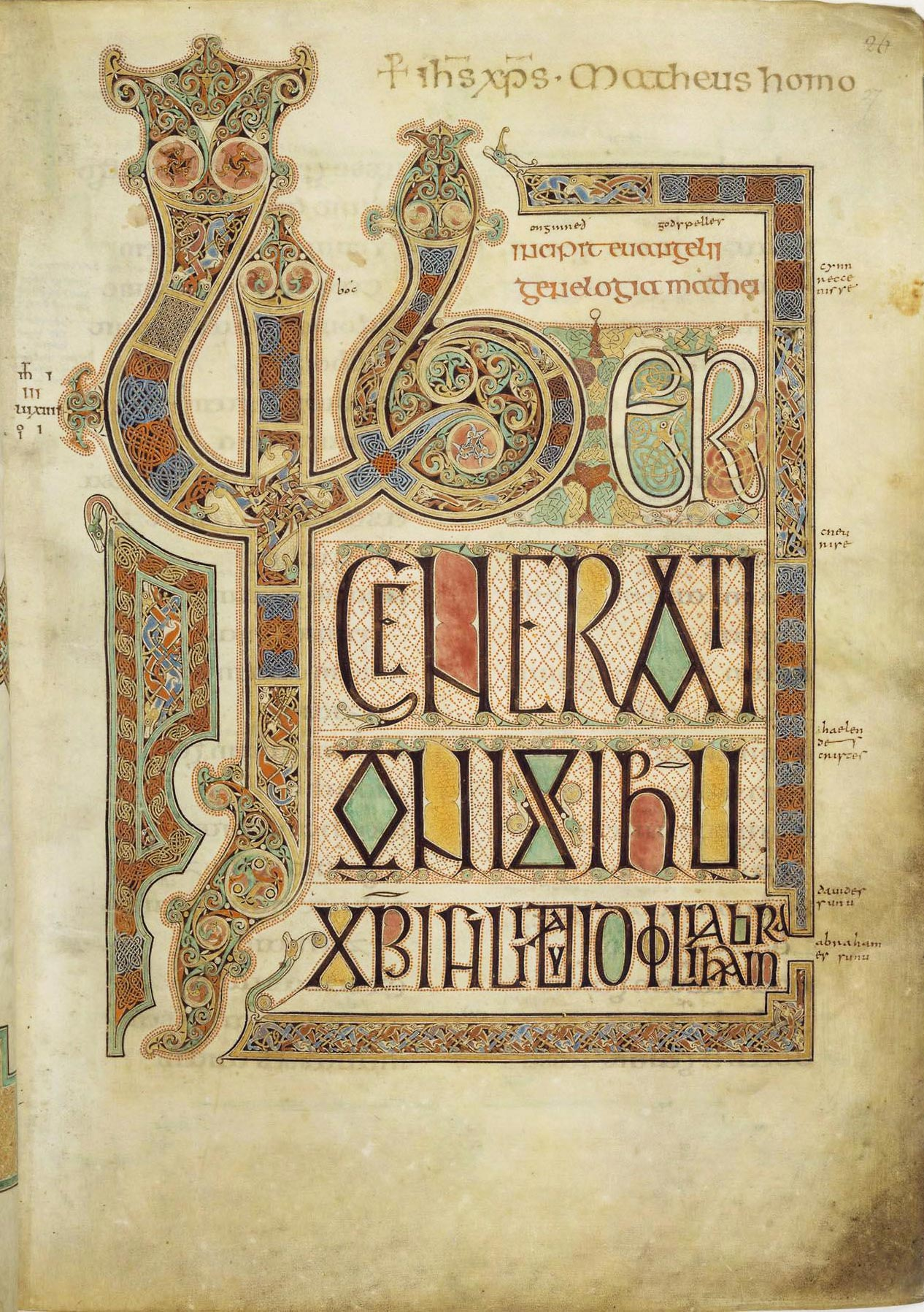
《林迪斯法恩福音书》，诺森布里亚，715；复杂的字母装饰图案甚至吞噬了马太福音开篇的文字：“Liber generationis Jesu Christi filii David, filii Abraham”（亚伯拉罕的后裔，大卫的子孙，耶稣基督的家谱）。

海岛艺术是指大约7世纪到10世纪之间在爱尔兰和不列颠岛上独特的艺术风格，这种艺术风格在爱尔兰和苏格兰部分地区存在时间还要更长。这种风格混合了传统凯尔特艺术、盎格鲁-撒克逊人的日耳曼大迁徙时期的艺术和基督教艺术中的书籍、立式大十字架和礼拜冶金件。
极其细节化的几何图形，缠绕曲线，风格化的动物图形，以及由胸针等世俗冶金件衍生的艺术形式，大规模地贯穿于手抄本中，尤其是《凯尔经》这样的福音书。这些手抄本常常配有整张完全用于呈现凯尔特装饰设计的地毯页和大块的有装饰图案填充的首字母。 通常书中仅有很少的人物图形，大多为福音传教士肖像画。即使在遵循古典时代晚期风格的样式时，这些人物图案也通常非常简陋。
海岛式的手抄本风格随着爱尔兰-苏格兰福音运动传到了欧洲大陆，这种反古典主义的精神在后来中世纪晚期艺术风格的形成上起到了极其重要的作用。在古典时期晚期的手抄本中，文字和装饰被清楚地分开，虽然有一些首字母开始被放大和强调，但都没有达到海岛艺术的手抄本在福音开篇时使用一整页纸来绘制一个首字母或几个词语的程度（见右图）。给予装饰图案展现的自身资格，对后来各种形式的罗马式美术和哥特式艺术均有很大的影响。
尤其在爱尔兰，制作这些福音书的修道院的建筑往往狭小，几乎可以被称为原始。这些教堂的其他装饰便相应地被加强，比如贵重金属。当中有相当一部分留存了下来，比如阿德圣餐杯。还有大量的制作极其精美的上层社会的世俗珠宝。可能大部分凱爾特胸針是男性佩戴的，其中最令人惊叹的要数塔拉胸针。
"法兰克-撒克逊"（Franco-Saxon）被用来形容法国东北部的卡洛琳晚期风格泥金写本的流派。这些手抄本使用海岛艺术风格的装饰，包括超大的首字母，有时还与带有当时典型的法式的写实风格图像相结合。这种“卡洛琳风格中最顽强的风格”一直延续到了11世纪。
巨型首字母

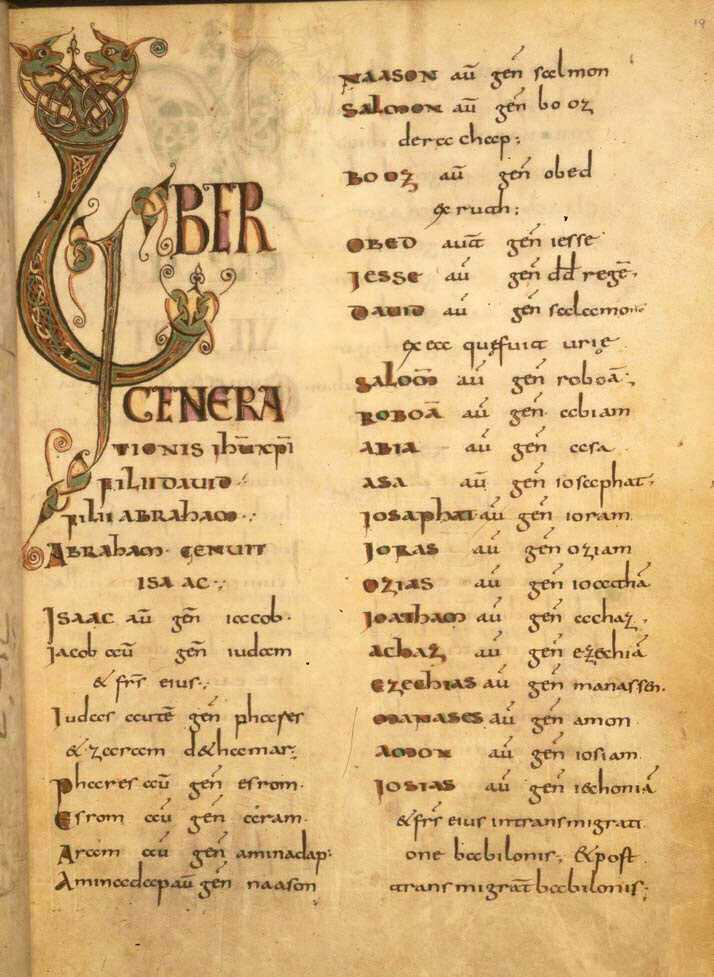
海岛艺术式的卡洛琳版本—注意与上图中的字样相比较。
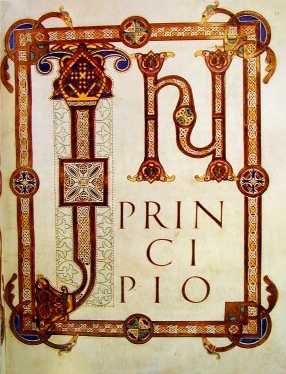
法兰克-撒克逊风格的拉丁文（《约翰福音》开篇的文字,”"，“太初”），871-873年。
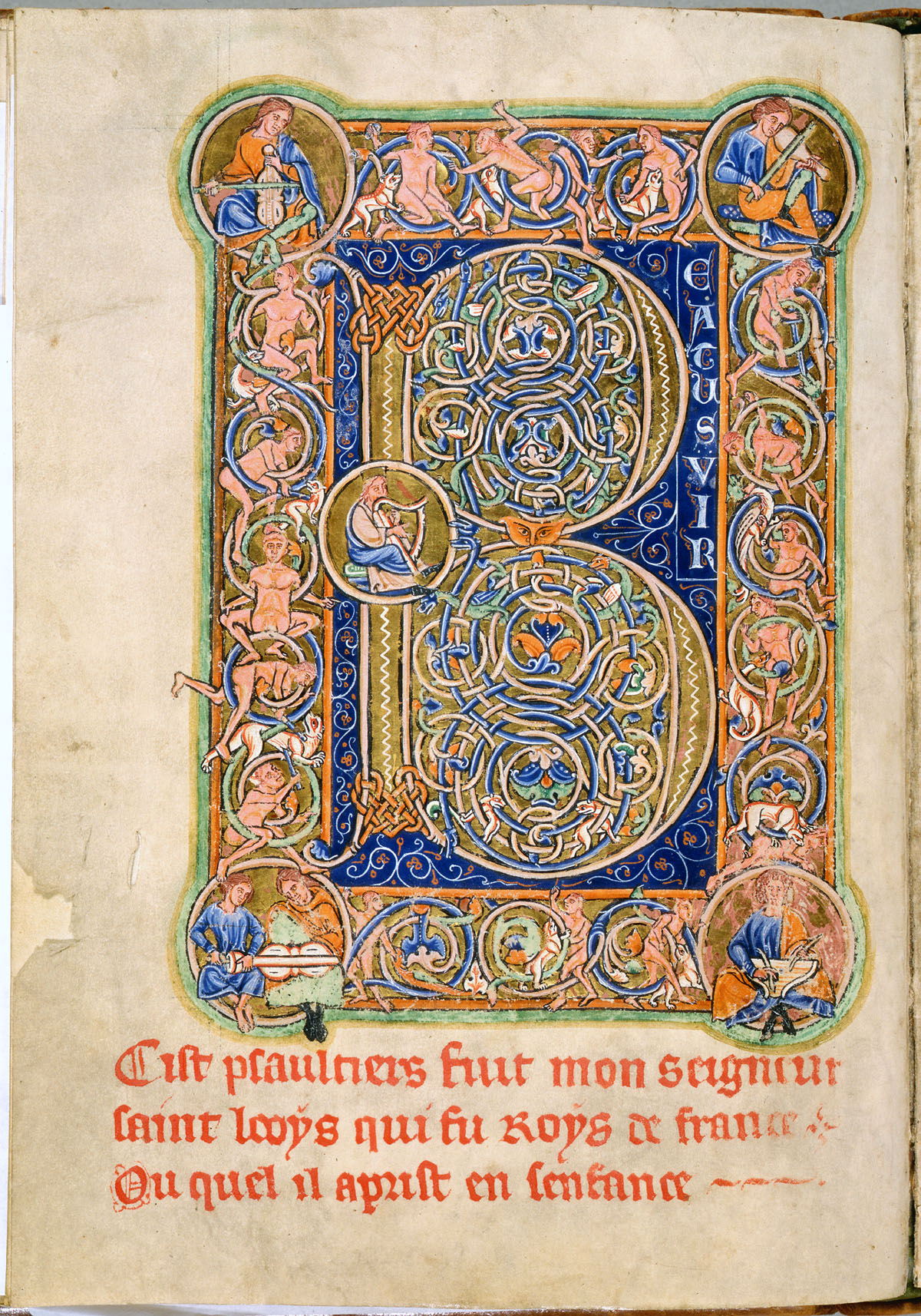
罗马式栖居于人形图案的缠绕曲线（英语：Interlace (art)），英国，1190–1200年。
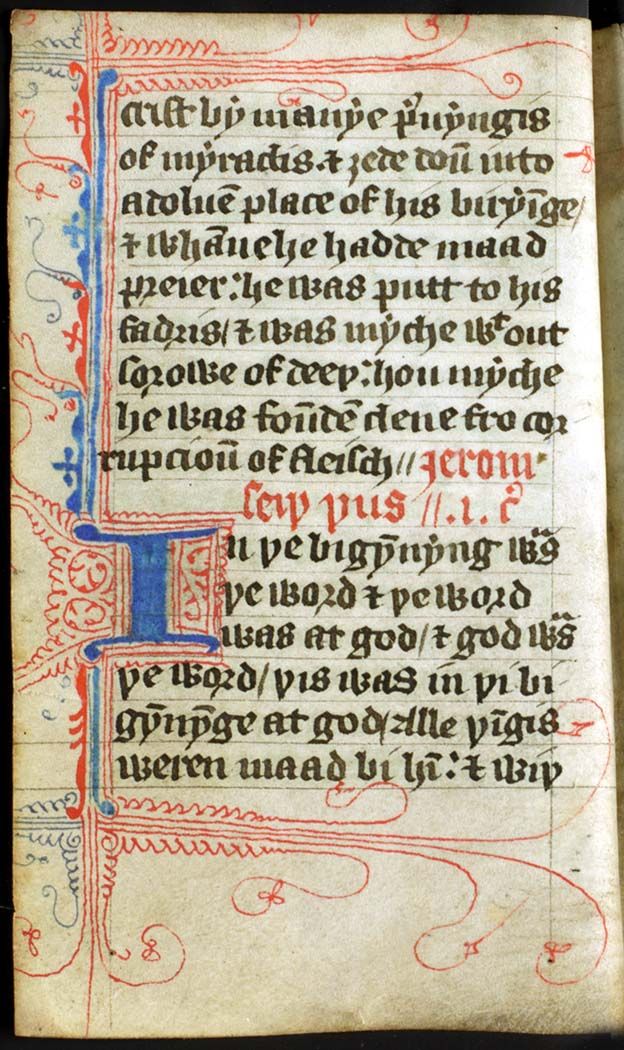
制作中尚未配图的英文《约翰福音》开篇，可见典型的哥特字体，14世纪后半叶。

## 伊斯兰艺术的影响

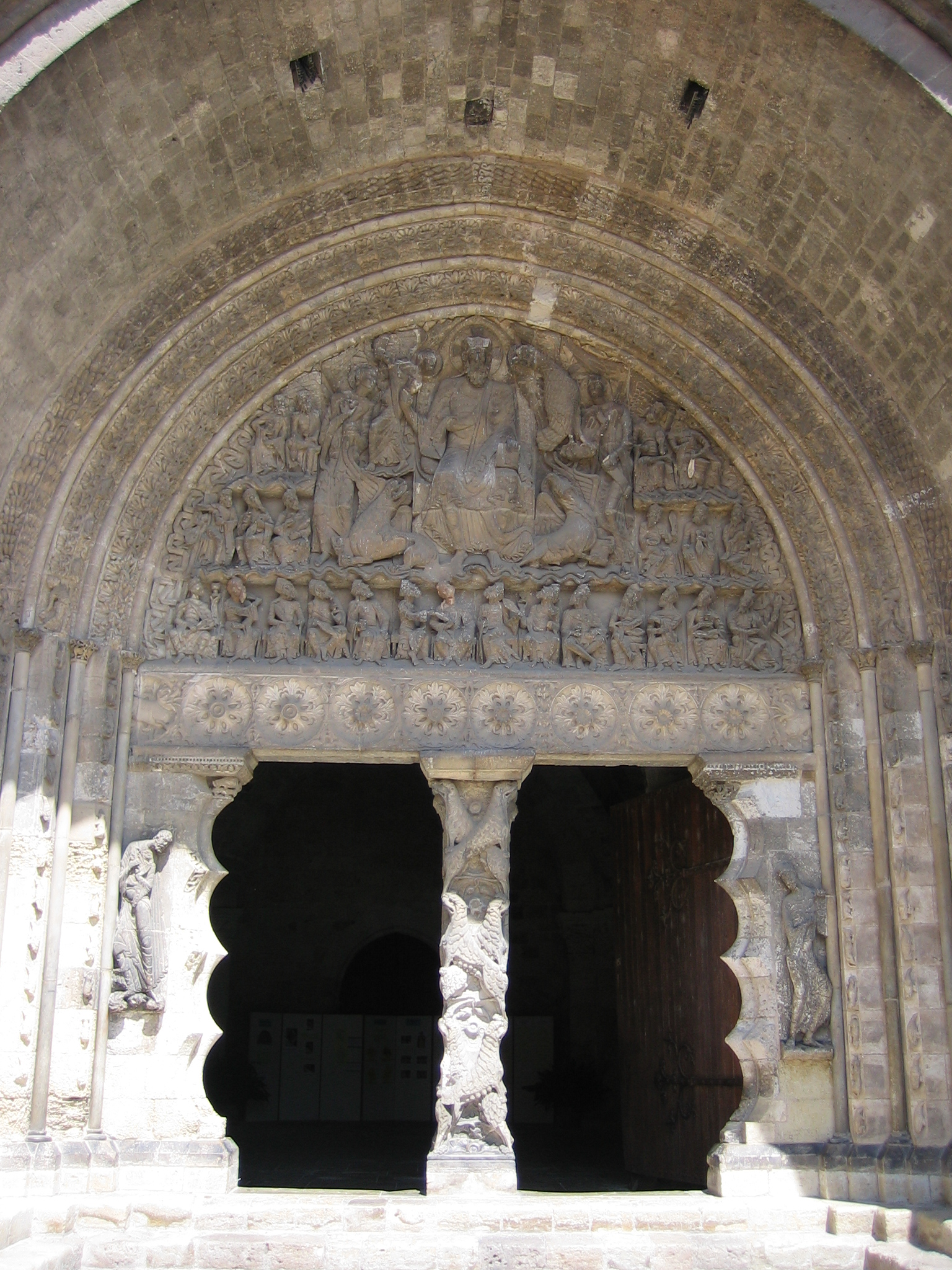
穆瓦萨克的罗马式拱门，详见文字说明。

中世纪时期的伊斯兰艺术并不在本条目的讨论范围之内，但在当时却广泛地被引入欧洲并被欧洲的社会精英阶层所欣赏，它对欧洲中世纪美术的影响值得提及。伊斯兰艺术在媒介上包含了包括书法、绘制抄本、纺织品、陶瓷、金属制品和玻璃等、在文化上涉及近东、伊斯兰西班牙和北非的穆斯林国家的穆斯林及非穆斯林工匠和艺术家的艺术。例如，在整个中世纪时期，伊斯兰玻璃艺术一直是犹太人的专长。再如埃及信奉基督教的科普特人的艺术，一直和欧洲保持着一定的联系。中世纪的伊斯兰艺术经历了从公元600年到900年的形成阶段，和从公元900年开始的发展阶段。早期的伊斯兰艺术使用大量的依拜占庭和科普特传统训练的马赛克艺术家和雕塑家。相对于欧洲的壁画，从公元862到863年开始（今天突尼斯的凯鲁万大清真寺），伊斯兰艺术就开始大量地运用彩色的瓷砖，这一做法后来也传入欧洲。如维多利亚时期的英国艺术评论家约翰·拉斯金评论威尼斯的总督宫包含了”三种比例上势均力敌的元素：罗马、伦巴第和阿拉伯。”

伊斯兰的统治者控制着意大利南部的一系列地区和当代西班牙和葡萄牙的大部分地区还有巴尔干地区，这些区域都保留着大量的基督教人口。而信仰基督教的十字军统领们几乎统治着相同数量的伊斯兰人口。十字军艺术主要是天主教和拜占庭风格的混合物，并含有那么一些伊斯兰艺术的影响；但安达卢斯的信仰基督教的莫扎拉布人的艺术却表现了相当程度的伊斯兰影响，虽然这种影响的结果与当代伊斯兰作品的影响几乎毫无相似之处。伊斯兰艺术的影响还可以在主流的西方中世纪美术中被找到。法国南部的穆瓦萨克的罗马式拱门就表现了来源于两种风格的装饰元素，如门框的的卵形边缘和其上方门楣上的圆形装饰，还有后来在西方将被大量运用的天堂景象——被乐师所环绕的威严基督像——恐怕也衍生于座榻上的伊斯兰国王这一图像。伊斯兰艺术往往比西方更加重视书法、装饰图形和装饰艺术。西班牙-摩尔式陶器最早产于安达卢斯，但是穆斯林陶器似乎也迁徙到了基督教控制的巴伦西亚，并从此被出口至整个欧洲的基督教精英阶层。其他种类的伊斯兰奢侈品，尤其是来自于更加富饶的东方伊斯兰世界 （与之相比，尼罗河以西到欧洲的穆斯林世界并不那么富有 ）的丝织品和地毯大多经由威尼斯进入欧洲。然而，宫廷文化中最奢侈的物品如丝绸、象牙、宝石等却大多是以半成品的形态进入欧洲，并由当地的中世纪工匠们加工后，包装为”东方“的产物。这些物件不涉及宗教元素并通常被加以装饰图形，使得它们更容易被西方世界所接受。在中世纪晚期还兴起了用效仿阿拉伯文的仿库法体装饰西方艺术的风尚。

## 前罗马式美术

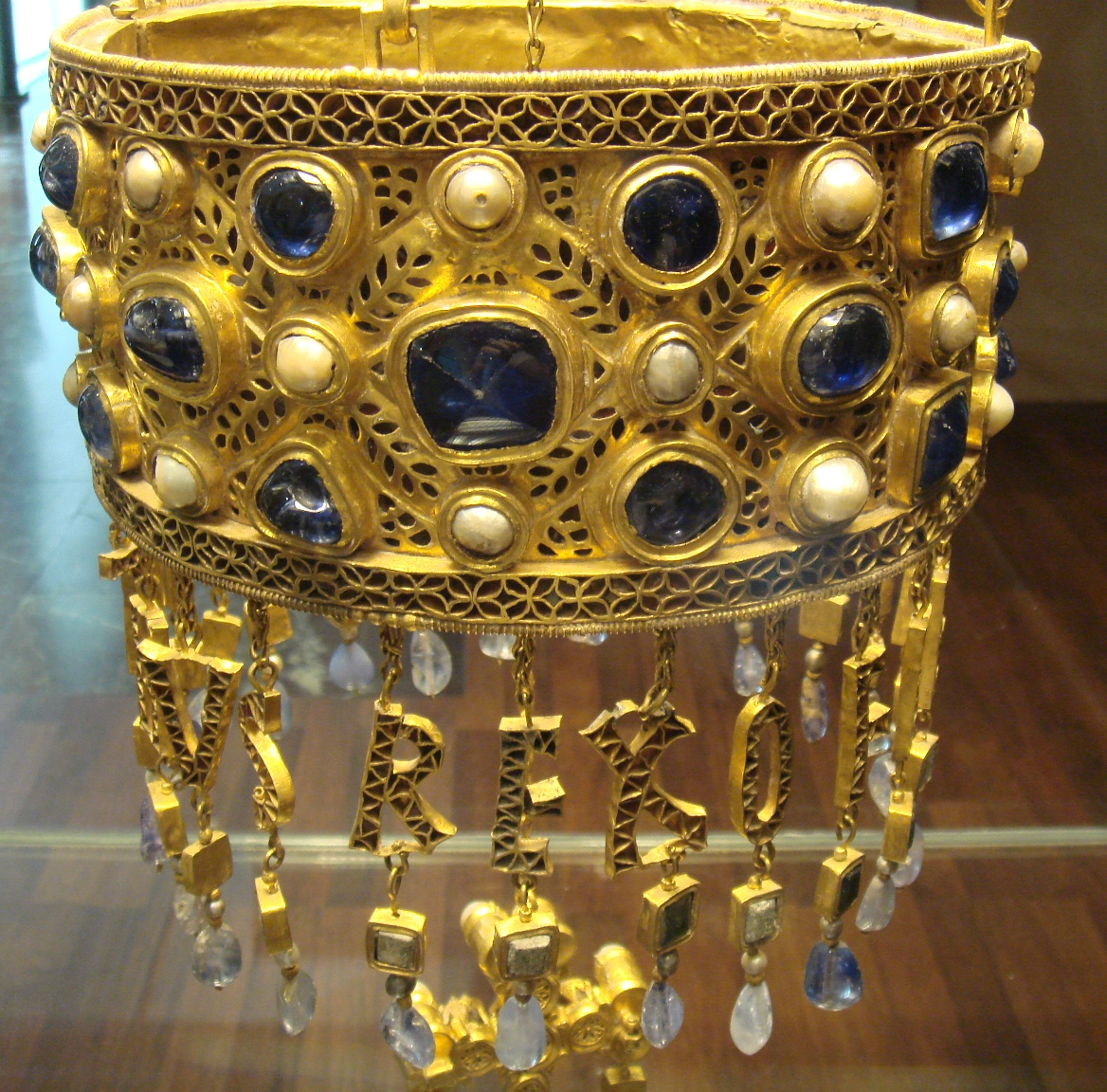
夸拉萨宝藏中的还愿冠细节，西哥特西班牙，公元672年前。

前罗马是建筑学术语但也被用于形容在古典主义晚期到11世纪罗马式时期前在南部欧洲（西班牙、意大利和南部法国）发现的其他可移动或不可移动的艺术作品。基督教化后的欧洲北部的艺术逐渐融入后古典主义风格，终于成为了这一运动的一部分。780到900年间的法兰克帝国（尤其是近现代时期法国和德国）的卡洛林艺术得名于查理大帝。卡洛琳艺术是源于法兰克宫廷和帝国赞助的几个修道院的艺术风格。卡洛琳艺术致力于复兴“罗马”的风格和标准，以适应其“西罗马帝国”之称。一些卡洛琳艺术的创作中心还产生了如《乌得勒支诗篇》和《兰斯的埃博大主教福音书》这样具有先锋表现主义风格的作品。这一时期还首次出现了基督教的纪念性雕塑，北方的艺术首次得以在叙事情境中自信地使用对人形的描绘。卡洛琳建筑产生了比罗马时代更加雄伟的建筑，以及西面工程等其它创新。
查理大帝的王朝崩塌造成的一段发展停滞后，新的王朝在德国带来了艺术的复兴，史称奥托艺术。相承于卡洛琳艺术基于宫廷与修道院的传统，奥托艺术发展出了非凡的表现力，以简单的形式获得庄严豪迈效果，即使是在象牙浮雕和细密画这样的小体量艺术品上也有所体现，其中最高成就的代表是赖兴瑙学派的作品，如《亨利二世圣礼书》。而后十世纪以来英格兰的盎格鲁–撒克逊艺术展现了非常不同的表现手法，以手抄本细密画中动态的人像和繁复的衣褶尤为明显。西班牙的基督徒的莫札拉布艺术则受到了强烈的伊斯兰影响，在颜色极其明丽的细密画中完全不见对写实风格的追求，人物皆以完全的平面形态展现于手抄本插图中。这两种艺术风格都影响了罗马式艺术在法国的形成。

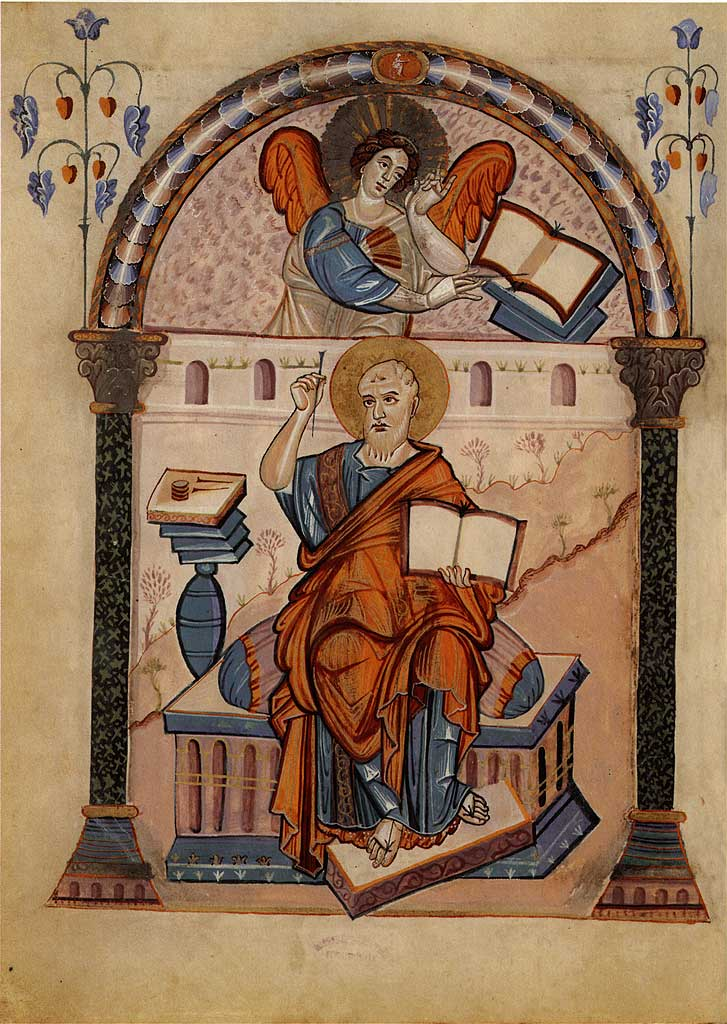
洛尔施福音书（英语：Codex Aureus of Lorsch）中的卡洛林时期福音书作者像（英语：Evangelist portrait） ，图中为圣马太，使用了古典时代晚期的格式，8世纪末。
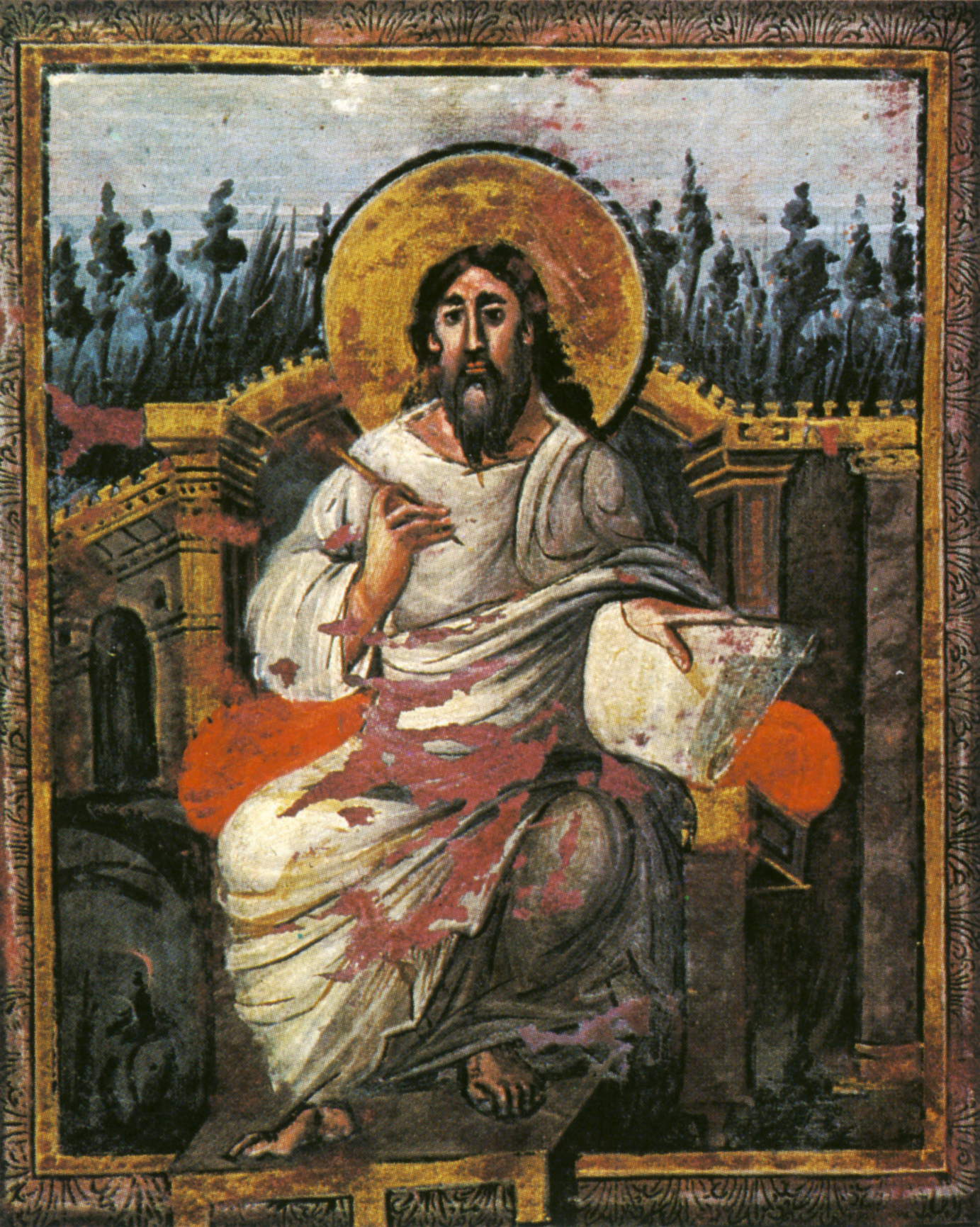
另一幅卡洛林时期的福音书作者像，图中为圣约翰，古希腊或拜占庭式的写实风格，可能由希腊画家所做，8世纪末。
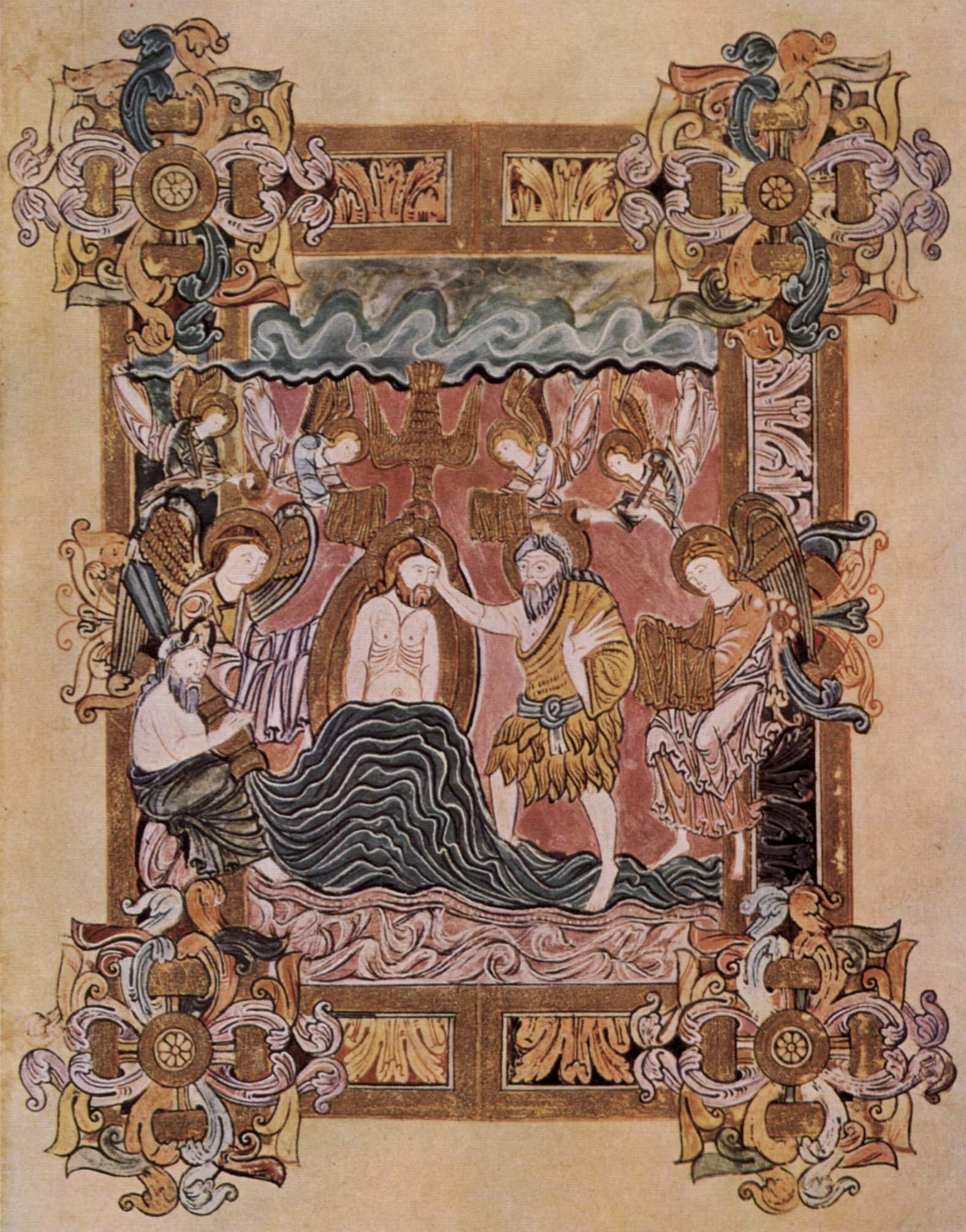
盎格鲁-撒克逊艺术温彻斯特风格手抄本中的耶稣受洗图，十世纪。
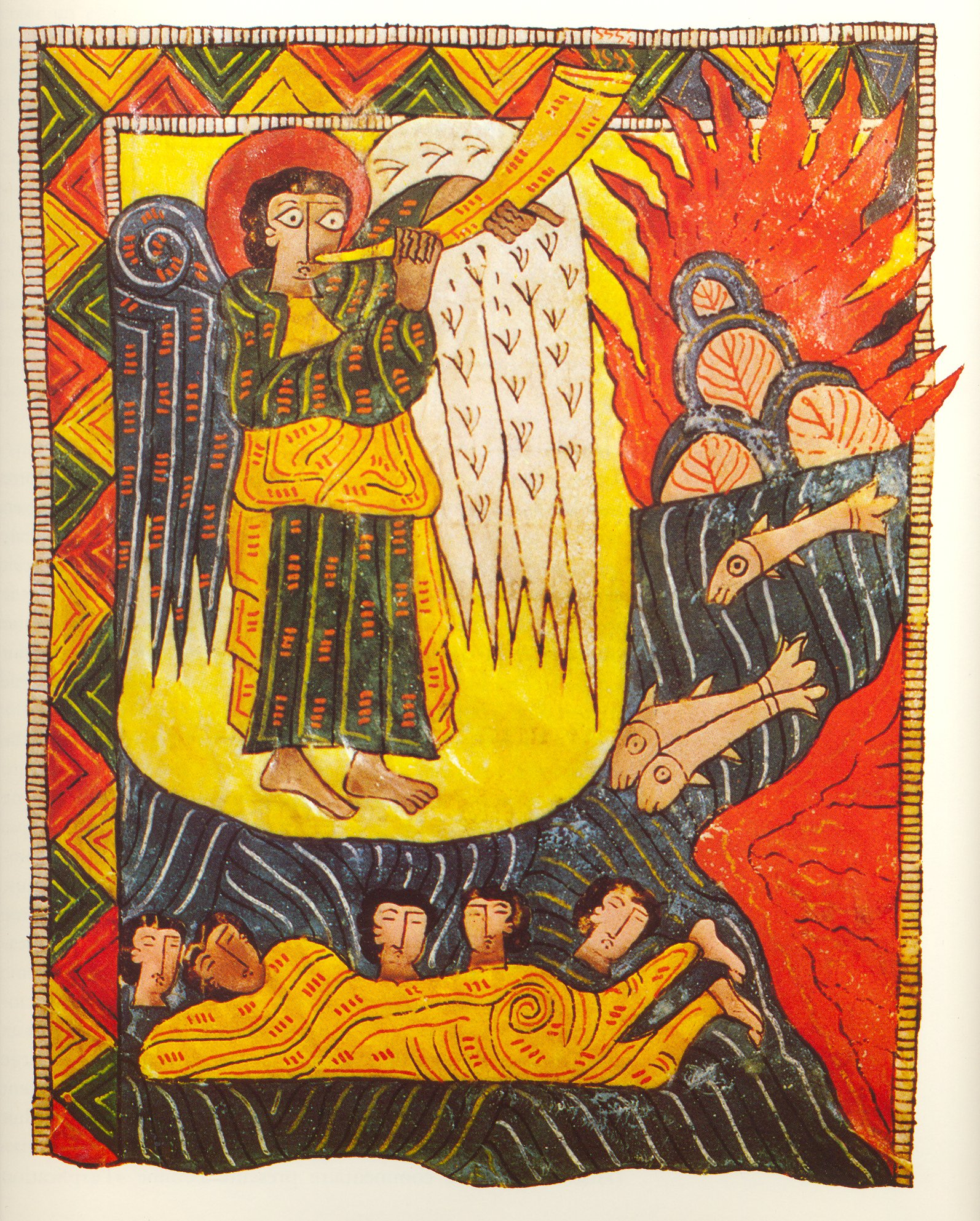
莫札拉布的《启示录注释（英语：Commentary on the Apocalypse）》中的细密画，十世纪晚期。
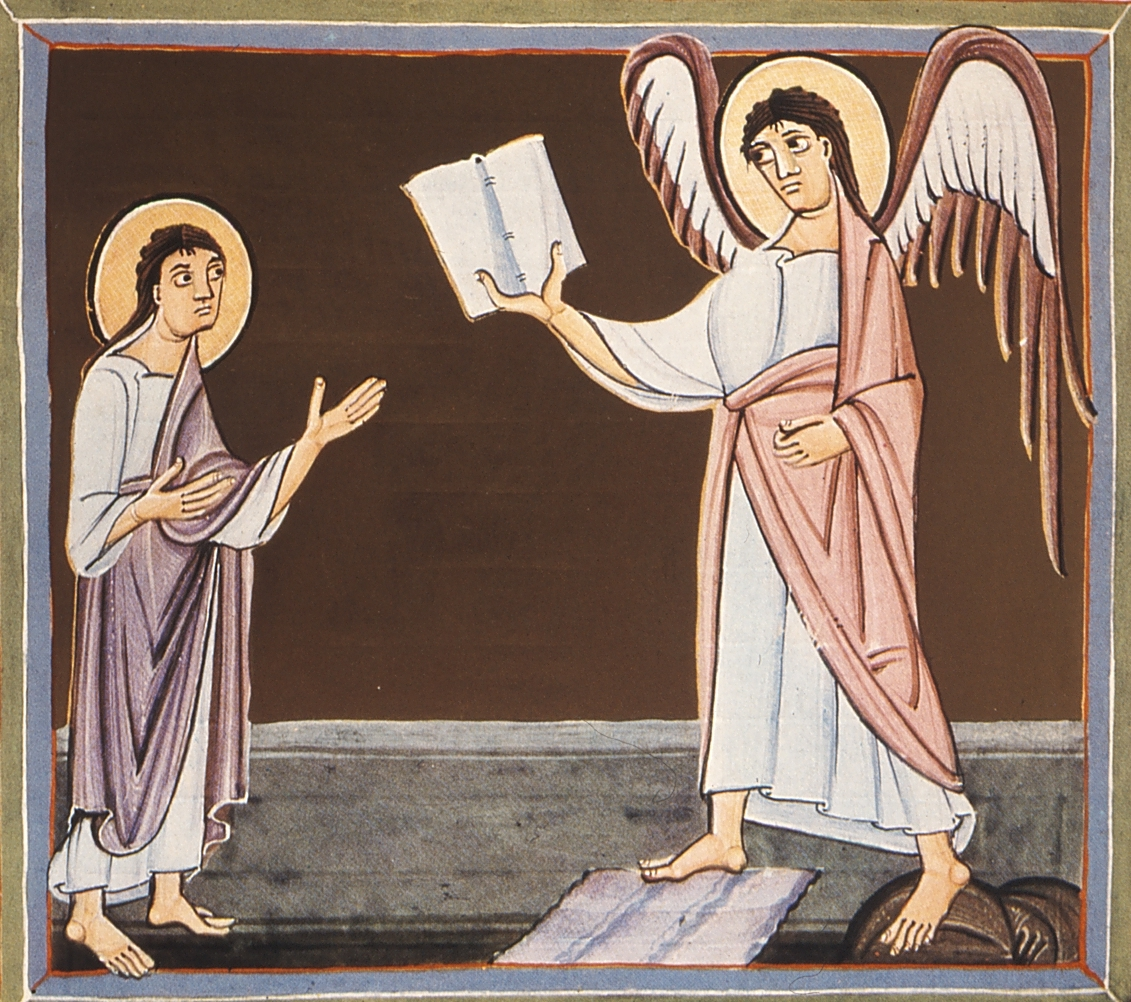
奥托时期的赖兴瑙学派的《班堡启示录（英语：Bamberg Apocalypse）》在小体量作品上展现的庄严感，1000–1020年。

## 罗马式美术

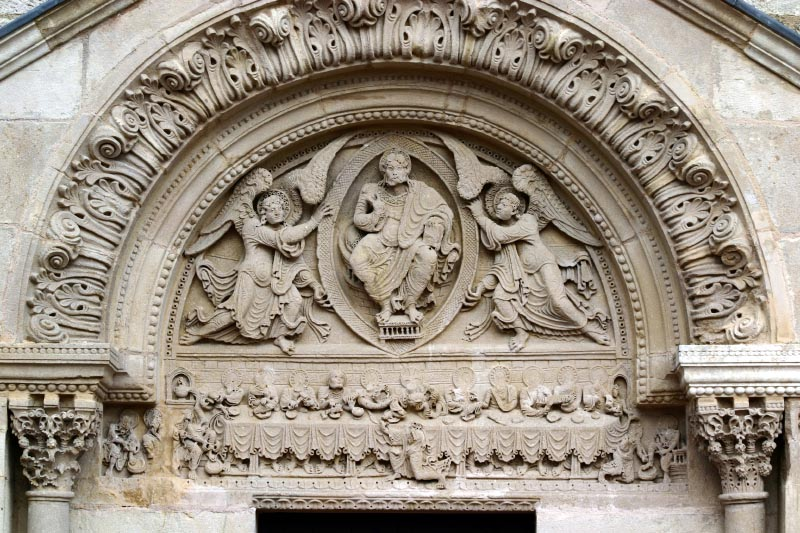
Saint-Julien-de-Jonzy教堂的门楣中心，十二世纪中期。 上为庄严基督像，下为最后的晚餐

罗马式艺术，亦作罗曼艺术，发展于11世纪到12世纪哥特式艺术的兴起之前的这一段时间里，并与西欧修道院文化的兴起联系在一起。罗马式名字是19世纪人们对这种风格的称呼，意为“与罗马建筑相似”。随着西欧经济的进一步发展，人口不断增加，教会势力上升，这些原因的共同作用下，开始产生了这种艺术风格。与东方文化的交流不断加强，在贵族和教会的资助下，罗马式美术进一步发展。而在10世纪兴起的“朝圣热”也对罗马式美术起到了推波助澜的作用。在西欧教会的扩张、十字军的东征活动中罗马式美术开始而向东向北传播。这种艺术风格最初发源于法国，接下来传播到了基督教控制的西班牙地区、英格兰、弗兰德、德国、意大利和其他地方。虽然存在地域性的差异，罗马式艺术成为了第一个风行整个欧洲的中世纪风格。 这种风格随着罗马教会的扩张发展，同时于欧洲大量修建教堂的潮流。许多主教堂和其他大规模的教堂，即使在之后的日子里经历重建，也大多是在罗马式艺术时期达到了当今的规模。罗马式建筑主要是由厚实墙壁构成的巨大单体结构，点缀着拱形屋顶、圆顶狭窗和半圆拱券。
形象雕塑，起初是上色的，在罗马式建筑中扮演了不可或缺的角色。常常出现在石柱的柱头上，还有建筑雄伟的入口处，尤其是大门的门楣中心部分，代表性的例子有韦兹莱修道院和欧坦主教座堂。浮雕比单体雕塑更加常见，但是罗马式浮雕更加突出于平面，一些部分已经完全与后面的墙体分离。大型雕刻也变得更加重要，尤其是着色的木制十字架，如这一时期初期的格罗十字架，和埃森的黄金圣母那样的童真玛丽的雕像。王室成员和高级神职人员开始定制真人大小的墓上浮雕。有些教堂装有巨大的装饰着叙事性浮雕板的青铜大门，例如格涅兹诺圣母升天大教堂的格涅兹诺大门 或是希尔德斯海姆主教座堂的伯恩瓦尔德之门，后者是“古罗马后西方世界铸造的第一块完整的装饰性大门”，可以说是文艺复兴以前最好的杰作。 大部分的教堂装饰有大面积的湿壁画；典型的样式是在东面祭坛的的一端画着庄严基督像， 在西侧大门的一端画着最后的审判，中殿两侧的墙上面对面画着基督生平和与之对应的旧约中预表此事的场景。而“罗马式壁画最闪耀的时刻”存在于普瓦捷附近的加尔唐普河畔的圣萨万修道院中，虽然现在已经不复当年的盛景。大部分现存的壁画见于教堂中殿的筒形拱顶、地下圣堂和门廊等其他区域。与之相对应的在南意大利的卡普阿的水渠边的圣天使修道院中由希腊式训练的意大利画工描绘的同样故事场景就反映了这一时期意大利大部分地区仍然受拜占庭风格的持续影响。

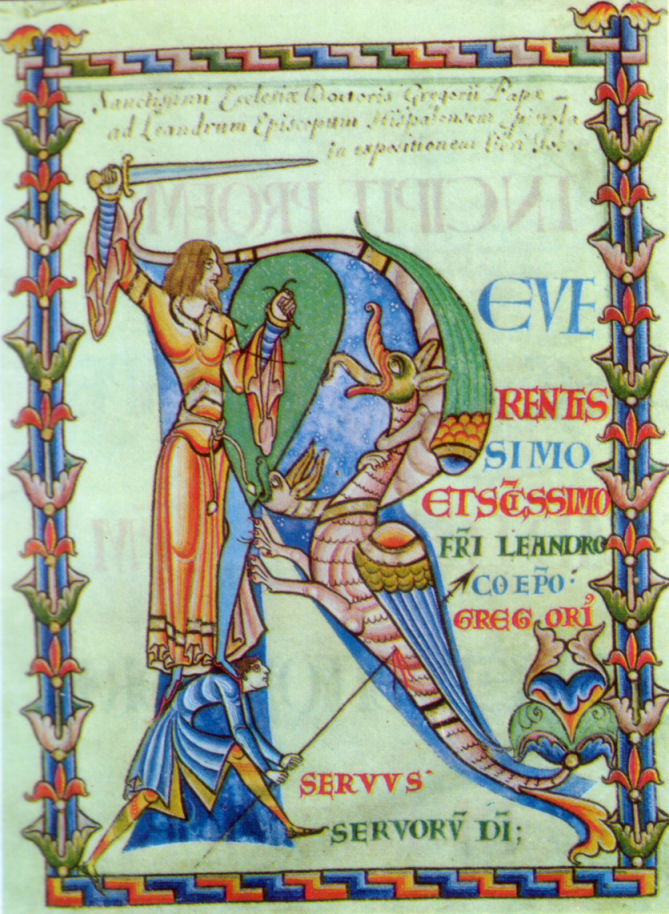
教皇格里高利一世著的《约伯书中的道德》，法国式叙史首字母中描绘圣乔治屠龙的场景，1110–1115年

罗马式的雕塑和绘画通常极富生命力和表现力，并且在图像形式——不管是被表现的对象还是表现方式的处理——方面都非常有创造力。虽然罗马式风格的很多图像形式特征来自于古典艺术，除了默兹艺术这一特例，这一时期的艺术家们并不试图达成古典式的效果。随着更多的人口能够看到这些艺术，以及这一时期新的异端学说的挑战，艺术作品变得更加具有教化色彩，地方的教堂更是起到了“穷人的圣经”的作用。与此同时，怪诞的野兽与怪物以及它们之间的搏斗成了非常受欢迎的主题。这些主题也许和宗教有非常松散的联系，但是克莱沃尔的圣伯纳德并不以为意，他曾著名地谴责了这些修道院中的让人分心的元素：
“但是在修道院的回廊中，在阅读僧侣的眼中，这些可笑的怪物，奇怪的形态的究竟意义何在？为什么这些丑陋的猴子，这些凶猛的狮子、这些可怕的半人马、这些半人类、这些长着斑点的老虎、舞戈的士兵、吹喇叭的猎人要出现在这里？ ...总之，到处都有各种各样的奇特形状，与其说在这里读书倒不如说实在读大理石了。”
他很有可能已经见过了左边的细密画，由熙笃修道院所制，在1115年接手克莱沃尔修道院前，年轻的圣伯纳德正生活于此。
在此期间，预表成为解释圣经的神学文学和艺术的主要方向，《旧约》中的事件被视为基督生平各阶段的预兆，并与相应的《新约》情节相匹配。通常新约圣经的肖像形式继承自古典时代晚期的传统和模型，而缺乏先例的《旧约》肖像形式不得不在这一时期被发明出来。诸如耶西之树之类的新主题被设计出来，而对圣父形象的表现也渐渐被允许。绝大多数幸存下来的艺术品都跟宗教相关。默兹艺术是一种特别精致的区域风格，许多精美的金属制品幸存下来，常常与搪瓷结合使用，并结合了一些在罗马式艺术中通常少见的古典主义元素。例如列日的圣巴多罗买教堂的洗礼盆，或是活跃于欧洲西北部的凡尔登的尼古拉幸存下来的作品之一：保存在科隆的东方三王圣物盒。
花窗玻璃成为这一时期重要的艺术形式，但是罗马式时期的玻璃很少幸存到今天。在泥金装饰手抄本中，《圣经》成为繁复装饰的新对象，但是《圣咏经》在这一时期仍然很主流。这一时期，对耶稣和其他圣人的受难的强调进入了西方艺术。这一特点将罗马式艺术与之前的拜占庭艺术和中世纪接下来的时期的经典艺术甚至之后的艺术都明显地区分开来。产生于965到970年之间，展现了受难特点的的格罗十字架，常常被指认为奥图艺术向罗马式艺术转折的临界点的标志。而在罗马式艺术的尾声时，童贞圣母这一母题开始成为神学、文学和艺术的关注对象，这一现象在哥特时期达到了全盛。

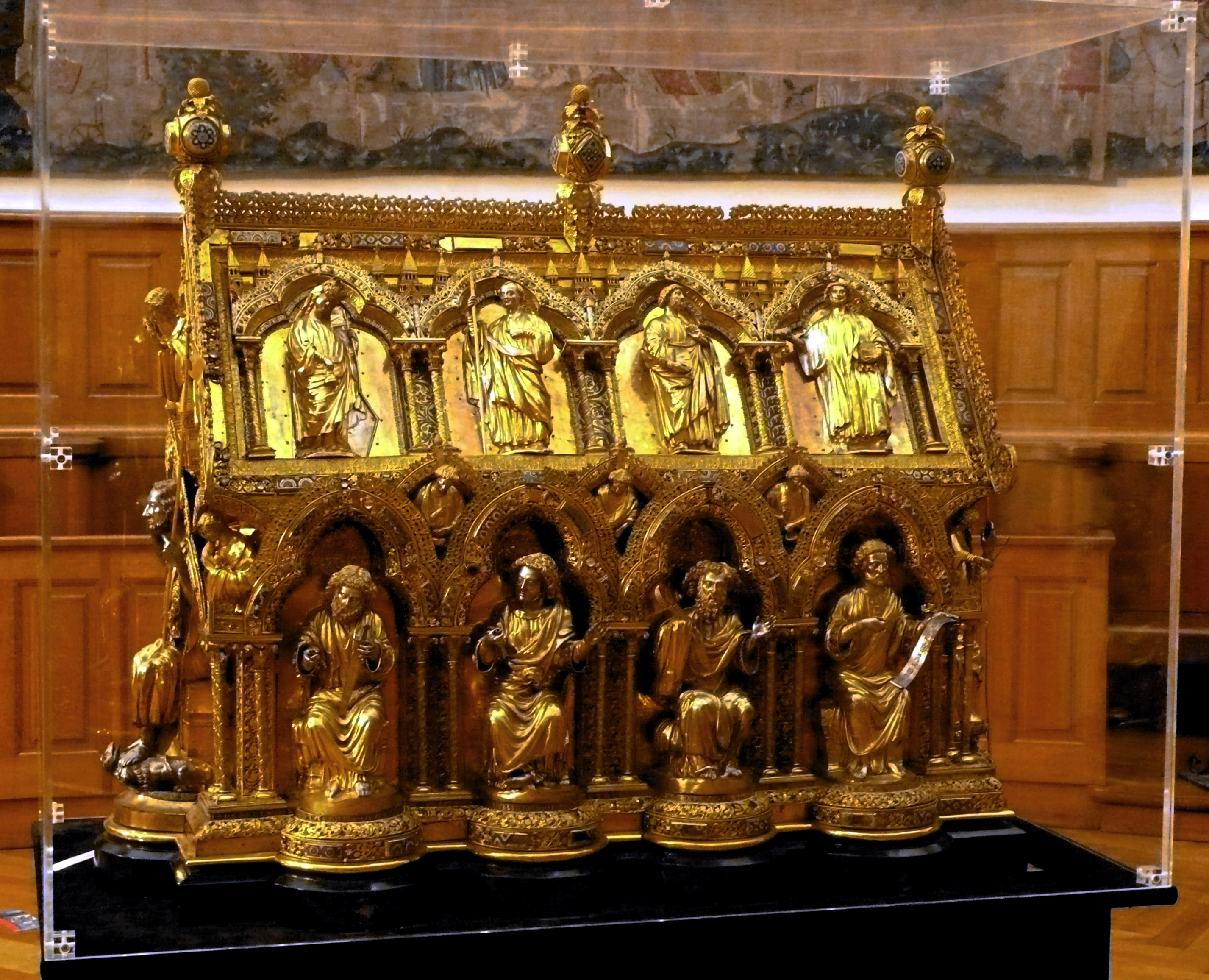
默兹艺术（英语：Mosan art）的经典：凡尔登的尼古拉（英语：Nicholas of Verdun）制作的圣物箱，藏于图尔奈，1205年
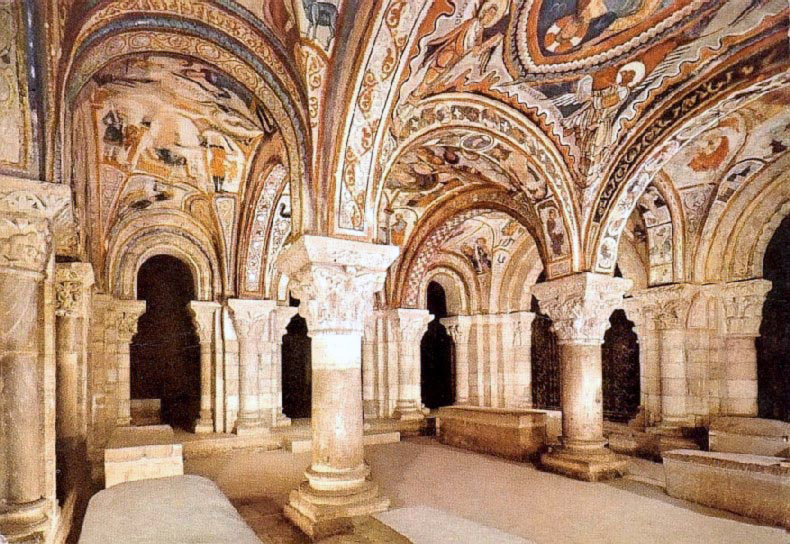
西班牙莱昂的一座教堂的地下圣堂的彩画天花
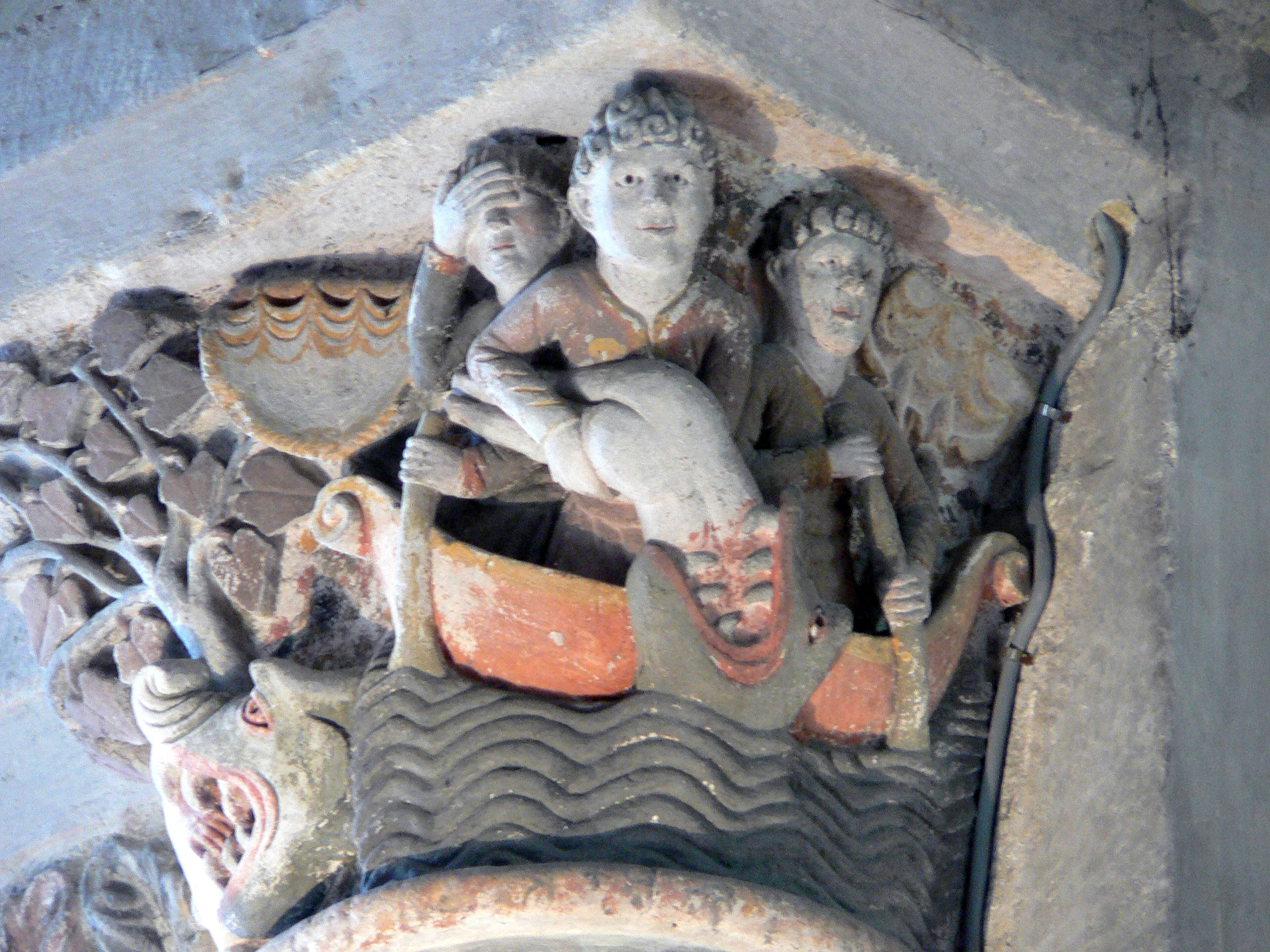
莫扎克修道院（英语：Abbey of Saint-Pierre Mozac）中殿的柱头，约拿被鲸鱼吞下
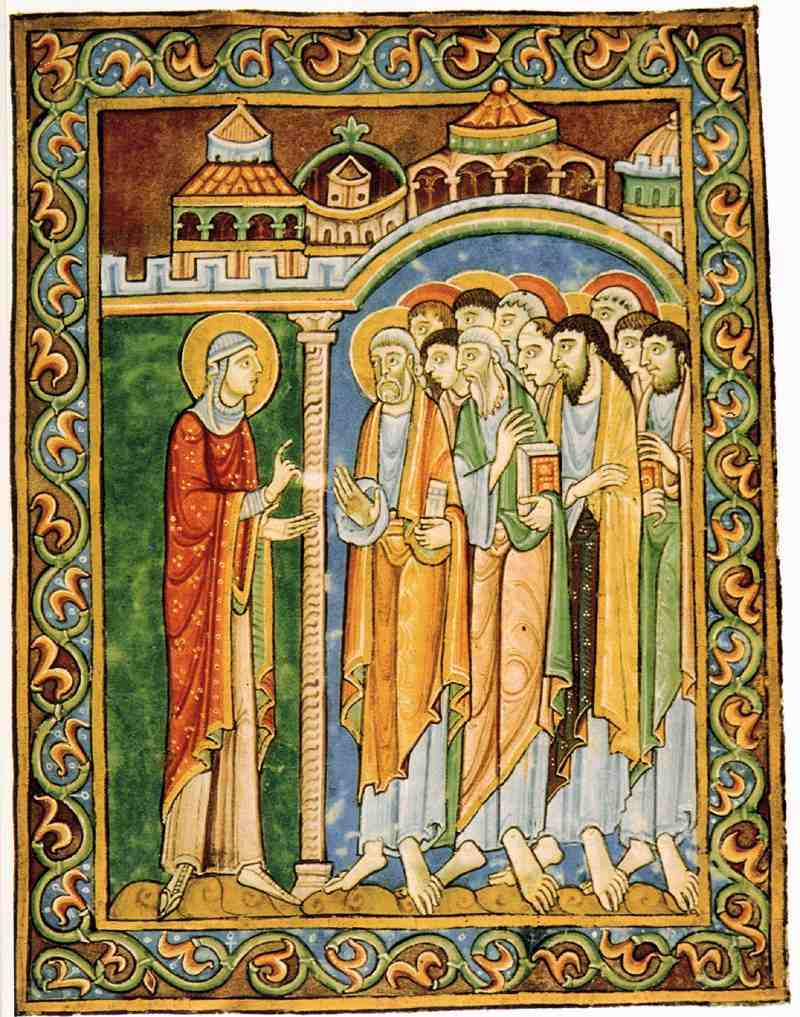
《圣奥尔本诗篇（英语：St Albans Psalter）》中抹大拉的玛丽亚 向使徒们宣布耶稣复活，1120–1145年